# Z Archiwum X
Z Archiwum X (ang. The X-Files) – amerykański serial telewizyjny z pogranicza wielu gatunków: sensacji, thrillera, horroru, fantastyki naukowej oraz kilku innych. Pomysłodawcą, producentem oraz reżyserem i autorem scenariuszy do wielu odcinków jest Chris Carter. Muzykę skomponował Mark Snow.
W roku 1998 powstał pełnometrażowy film Z Archiwum X: Pokonać przyszłość (ang. The X-Files: Fight the Future). Jego fabuła umieszczona została między 5. i 6. serią.
Premierowe emisje odcinków serialu nadawała telewizja Fox. Ponad 6 lat po premierze ostatniego odcinka serialu, w roku 2008, powstał drugi pełnometrażowy film Z Archiwum X: Chcę wierzyć (ang. The X-Files: I want to believe). Fabuła filmu, w przeciwieństwie do pierwszej wersji kinowej, nie dotyka tzw. wątku mitologicznego, lecz to thriller, będący luźną kontynuacją serialu. W 2013 roku został wydany 10. sezon w formie komiksu, którego dwa pierwsze tomy zostały wydane w Polsce w 2015 roku przez wydawnictwo SQN. W 2015 roku firma Fox Broadcasting Company podpisała umowę o wyprodukowanie dziesiątego sezonu serialu złożonego z sześciu odcinków. Pierwszy odcinek nowej serii został wyemitowany 24 stycznia 2016 na kanale FOX, a w Polsce dzień później na kanale FX Polska.
20 kwietnia 2017 roku stacja FOX zamówiła 10 odcinków jedenastego sezonu, którego produkcja odbyła się w lecie 2017 roku. Premiera sezonu nastąpiła 3 stycznia 2018 roku na kanale FOX, natomiast w Polsce, podobnie jak w przypadku sezonu dziesiątego, dzień później na kanale FOX Polska.

## Fabuła
Serial opowiada o nietypowej parze agentów FBI. Fox Mulder (David Duchovny) i Dana Scully (Gillian Anderson) prowadzą tytułowe Archiwum X, komórkę Federalnego Biura Śledczego, do której trafiają wszystkie sprawy nie dające się wyjaśnić na drodze konwencjonalnego rozumowania. Mulder głęboko wierzy w istnienie istot pozaziemskich i innych niewytłumaczalnych zjawisk, będących przedmiotami ich śledztw. Praca w Archiwum X jest dla niego próbą wyjaśnienia zagadki zaginięcia swojej siostry, która – jak twierdzi Mulder – została porwana przez obcych. Scully natomiast, jako naukowiec, jest bardzo sceptycznie nastawiona do wszelkich badanych przez nich spraw, choć w toku wydarzeń sama także zaczyna wierzyć w paranormalne zjawiska. Z czasem do Muldera i Scully dołączają agenci John Doggett (Robert Patrick) i Monica Reyes (Annabeth Gish), tworząc drugi duet pracowników Archiwum X.

## Obsada
- Gillian Anderson jako Dana Scully (wszystkie odcinki)
- David Duchovny jako Fox Mulder (190 odcinków)[5]
- Mitch Pileggi jako Walter Skinner (91 odcinków)
- William B. Davis jako mężczyzna palący papierosa (43 odcinki)
- Robert Patrick jako John Doggett (40 odcinków)
- Tom Braidwood jako Melvin Frohike (39 odcinków)
- Bruce Harwood jako John Fitzgerald Byers (37 odcinków)
- Dean Haglund jako Richard „Ringo” Langly (36 odcinków)
- Annabeth Gish jako Monica Reyes (26 odcinków)
- Nicholas Lea jako Alex Krycek (24 odcinki)
- James Pickens Jr. jako Alvin Kersh (21 odcinków)
- Sheila Larken jako Margaret Scully (16 odcinków)
- Chris Owens jako agent specjalny FBI Jeffrey Spender (14 odcinków)
- Don S. Williams jako starszy pan (14 odcinków)

W odcinkach gościnnie wystąpili m.in.: Abraham Benrubi (1 odcinek), John Billingsley (1), Peter Boyle (1), Xander Berkeley (1), Bruce Campbell (1), Darren E. Burrows (1), Nick Chinlund (2), Chad Donella (1), Brad Dourif (1), Megan Follows (1), Seth Green (1), Lance Henriksen (1), Ed Lauter (1), Lucy Lawless (2), Lucy Liu (1), Paul McCrane (1), Kate McNeil (1), Terry O’Quinn (2), Mark Pellegrino (1), CCH Pounder (1), Burt Reynolds (1), Giovanni Ribisi (1), Jack Black (1),  Mimi Rogers (6), John Savage (1), Vincent Schiavelli (1), Kurtwood Smith (1), Lili Taylor (1) Brittany Tiplady (1), Tony Todd (1), Lily Tomlin (1), J.T. Walsh (1), M. Emmet Walsh (1), Floyd Red Crow Westerman (5) i Kevin Zegers (1).

## Produkcja

### Muzyka
Kompozytor Mark Snow zaangażował się w pracę nad muzyką do „Z Archiwum X” ze względu na swoją przyjaźń z producentem wykonawczym R.W. Goodwinem. Początkowo kiedy kierownictwo produkcji dyskutowało kwestię głównego kompozytora, Chris Carter nie wiedział kogo może poprosić o zajęcie się muzyką. Około 10-15 osób było branych pod uwagę, ale Goodwin naciskał na by to właśnie Mark Snow został głównym kompozytorem. Został on przesłuchany trzykrotnie, lecz nie dano mu do zrozumienia, że zostanie zaangażowany. Jednakże pewnego dnia agent Snowa zadzwonił do niego i poinformował o pilotowym odcinku serialu, tłumacząc także, że otrzymał on angaż.
Temat muzyczny serialu „Z Archiwum X” wykorzystuje bardziej instrumentalną skalę niż większość trwających godzinę dramatów. Według „Behind the Truth” Snow stworzył efekt echa do swej słynnej kompozycji zupełnie przez przypadek. Powiedział, że kilka razy tworzył kompozycję, ale Carter zawsze stwierdzał, że coś nie gra. Kiedy Carter wyszedł z pokoju sfrustrowany Snow oparł przedramię na klawiaturze keyboarda. Wtedy rzekł: „Ten dźwięk był w instrumencie. I to było to”. Drugi odcinek pt. „Deep Throat” był debiutem Snowa jako solowego kompozytora całości ścieżki dźwiękowej w nim wykorzystanej. Ekipa produkcyjna była bardzo ostrożna w wykorzystywaniu zbyt dużej ilości muzyki we wczesnych odcinkach serialu.
Snow komponował także do filmu „Z Archiwum X: Chcę wierzyć” i wydał do niego ścieżkę na płycie CD (The X-Files: I Want to Believe: Original Motion Picture Score). Nagrania dokonał wraz z Hollywood Studio Symphony w maju 2008 roku w Newman Scoring Stage wytwórni 20th Century Studios w miejscowości Century City w Kalifornii. Brytyjscy artyści z Unkle nagrali nową wersję motywu dla napisów końcowych filmu. Część z niezwykłych obecnych tam dźwięków zostało stworzonych dzięki wykorzystaniu pewnego rodzaju modeliny oraz amerykańskiej monety dziesięciocentowej włożonych pomiędzy oraz nad strunami pianina. Mark Snow wyznał także, że do wykorzystania szybkiej perkusji występującej w niektórych ścieżkach zainspirowany został przez utwór „Prospectors Quartet” ze ścieżki dźwiękowej do filmu „Aż poleje się krew” (ang. There Will Be Blood).

### Czołówka serialu
Odcinek pilotowy nie posiada czołówki, a jedynie ukazane jest logo serialu. Oryginalna czołówka została wykonana w 1993 roku dla pierwszego sezonu „Z Archiwum X” i nie została zmieniona w całej serii dopóty, dopóki David Duchovny w roli głównego bohatera nie opuścił serialu w sezonie siódmym. Kiedy tworzono napisy początkowe, Chris Carter znalazł operatora, którego twarz rozciągnięto w sekwencji otwierającej. To prawdopodobnie jedna z najlepiej znanych części czołówki. Jak ujął to Rabwin, „muzyka i efekty specjalne tworzą coś, czego przedtem jeszcze nigdy nie widziano w telewizji”.
Istnieje różnica pomiędzy wersją audio piosenki tytułowej w sezonach 1-2, a 3-8, 10-11. W drugiej wersji motyw muzyczny został odświeżony i posiada więcej dźwięków emitujących „echo”. Również od trzeciego sezonu w niektórych odcinkach została użyta skrócona 30 sekundowa wersja czołówki, krótsza od dłuższej o 15 sekund.
Premiera pierwszego odcinka sezonu ósmego pt. „Within”, ukazała pierwszą większą zmianę w czołówce, spowodowaną m.in. dodaniem roli Roberta Patricka jako głównego bohatera. Sekwencja wykorzystuje teraz nowe, jak i stare obrazy oraz zaktualizowane zdjęcia Duchovnego i Gillian Anderson (mimo że zdjęcie Duchovnego pojawia się tylko, jeśli on sam występuje w danym odcinku, to jego postać zostaje ukazana pod koniec czołówki w każdym odcinku). Napisy nigdy nie zmieniały się w serialu przez okres siedmiu lat jego trwania, więc Carter wraz z pozostałymi twórcami postanowili wykorzystać nadarzającą się okazję – opuszczenia przez Duchovnego serialu. W czołówce prezentowane są różne ujęcia nawiązujące do ciąży Scully i (według Franka Spotnitza) w sposób abstrakcyjny ukazuje brak Foxa Muldera w ósmym sezonie, poprzez pokazanie jego upadku w źrenicę oka (prawdopodobnie należącego do Scully).
Tworząc czołówkę dla sezonu dziewiątego zdecydowano się na zupełnie nową jej formę, aby wykreować obraz zupełnie nowego, odrodzonego serialu. Kolejnym powodem było to, że Gillian Anderson chciała pójść naprzód. Monica Reyes i Walter Skinner występują już jako główne postacie show (choć zdjęcie Pileggiego pojawia się tylko, jeśli on sam występuje w danym odcinku), ukazując zarazem, że sezon dziewiąty nie jest taki jak poprzednie. W związku z powrotem Duchovnego do dwuczęściowego finału serialu pt. „The Truth” (z ang. Prawda), twórcy zmuszeniu byli umieścić w czołówce także i jego, tworząc w ten sposób najdłuższą, bo aż pięcioosobową, listę w historii serialu. Piosenka tytułowa została odświeżona i na nowo zaaranżowana.
W sezonie dziesiątym i jedenastym powrócono do pierwotnej formy czołówki z sezonów 1-7 z wersją audio piosenki tytułowej używanej w sezonach 3-8 oraz oryginalnymi ujęciami i sylwetkami bohaterów – Foxa Muldera oraz Dany Scully. Dodatkowo Walter Skinner również wymieniony jest jako główna postać, jednak tylko w odcinkach, w których się pojawia (podobnie jak w przypadku dziewiątego sezonu). W odcinkach 203-207 (10x01-10x05) oraz 210-218 (11x02-11x10) została wykorzystana 30 sekundowa wersja czołówki, natomiast w odcinkach 208 i 209 dłuższa. W napisach końcowych została użyta nowa wersja piosenki tytułowej.
Sekwencja kończy się napisem „The Truth Is Out There” (z ang. Prawda jest gdzieś tam), który użyty jest w znacznej większości odcinków. Tekst zmienia się w specjalnych epizodach na inne „X-archiwowe” slogany, które nawiązują do fabuły odcinka:
- (1x24) „Trust No One” (ang. Nie ufaj nikomu)[14]
- (2x06) „Deny Everything” (ang. Zaprzeczyć wszystkiemu)
- (2x25) „ÉÍ 'AANÍÍGÓÓ'ÁHOOT’É” (w Navajo: „The Truth Is Out There” (ang. Prawda jest gdzieś tam))
- (3x10) „Apology is Policy” (ang. Przeprosiny to dyplomacja)
- (4x01) „Everything Dies” (ang. Wszystko umiera)[15]
- (4x04) „Deceive, Inveigle, Obfuscate” (ang. Zmylić, uwieść, zaciemnić)
- (4x10) „E Pur Se Mouve” (wł. Wciąż w ruchu)
- (4x24) „Believe the lie” (ang. Uwierzyć kłamstwu)
- (5x02) „All Lies Lead to the Truth” (ang. Wszystkie kłamstwa prowadzą do prawdy)
- (5x14) „Resist or Serve” (ang. Przeciwstawić się lub służyć)
- (5x20) „The End” (ang. Koniec)
- (6x01) „Początek"
- (6x02) „Przejażdżka”
- (6x03) „Trójkąt”
- (6x19) „In the Big Inning” (ang. W dużej gospodzie)
- (7x02) „Amor Fati” (łac. Miłość do losu)
- (7x11) „Believe to Understand” (ang. Uwierz by zrozumieć)
- (9x01) „Nothing Important Happened Today” (ang. Nic ważnego się dziś nie wydarzyło)
- (9x04) „erehT tuO si hturT ehT” (od tyłu: „The Truth Is Out There” (ang. Prawda jest gdzieś tam))
- (9x06) „They’re Watching” (ang. Oni patrzą)[16]
- (9x13) „Dio Ti Ama” (wł. Bóg Cię kocha)
- (10x06) „This Is The End” (ang. To jest koniec)[17]
- (11x01) początkowo: „I Want to Believe” (ang. Chcę wierzyć), po czym zamienia się na „I Want to Lie” (ang. Chcę kłamać)
- (11x02) „Accuse Your Enemies of that Which You Are Guilty” (ang. O swoje winy oskarżaj wrogów)
- (11x03) podwójny napis „The Truth Is Out There” (ang. Prawda jest gdzieś tam)
- (11x05) „You See What I Want You to See” (ang. Widzisz to co ja chce)
- (11x06) „A War Is Never Over” (ang. Wojna nigdy się nie kończy)
- (11x07) „VGhlIFRydXRoIGlzIE91dCBUaGVyZQ= „(The Truth is Out There [ang. Prawda jest gdzieś tam] zapisane w kodzie Base64)
- (11x09) „I Want to Be Beautiful” (ang. Chcę być piękna)
- (11x10) „Salvator Mundi” (łac. Zbawiciel Świata)

## Emisje w Polsce
Z Archiwum X premierowo wyświetlane było od 20 marca 1996 na antenie stacji TVP2. Wraz z zakończeniem emisji siódmej serii (10 maja 2001) zaprzestano pokazywania nowych odcinków, od czasu do czasu prezentując powtórki. W międzyczasie telewizja Polsat zakupiła prawa do kilku pierwszych serii. Od 6 marca 2004 roku nastąpiła emisja ósmej serii w TVP2, którą powtórzono wiosną i latem 2005. Od stycznia 2007 odcinki siódmej serii powtarzał Polsat. Dziewiąty sezon (prod. 2001–2002) w Polsce zadebiutował 6 maja 2013 roku na kanale Tele 5, choć dostępny był w formie DVD od początku 2009 roku.
Oprócz tego abonenci telewizji kablowych mogą/mogli oglądać serial m.in. na następujących kanałach: TV4 (polskie), Pro7 (niemiecki dubbing), M6 (francuski dubbing), TV 4 (wersja oryginalna ze szwedzkimi napisami), TV Nova (czeski lektor) oraz Pierwyj kanał (rosyjski dubbing).
Od 21 czerwca do 20 września 2010 serial można było oglądać na polskojęzycznym kanale SciFi Universal. Odcinki były emitowane od poniedziałku do piątku, a stacja wyemitowała 6 pierwszych sezonów oraz odcinek specjalny Uwikłani w archiwum X. Dnia 13 listopada 2011 emisję serialu rozpoczął kanał TVP Seriale, który emitował sezony 1-5, nieprzerwanie co niedzielę po 2 odcinki, aż do 23 grudnia 2012 roku. Stacja
wznowiła emisję serialu 2 września 2013 roku – od poniedziałku do piątku, późnymi nocami – i trwała do 15 lutego 2014 roku, ponownie emitując ostatni odcinek 5 sezonu i rozpoczynając emisję serialu od początku. Do 4 sierpnia 2014 kolejny raz wyemitowała pierwsze 117 odcinków (5 sezonów).
Od 4 lutego 2013 serial emitowany był na antenie Tele 5 (od poniedziałku do piątku). Stacja pokazała serial od sezonu 6 do 9, który to po raz pierwszy pojawił się w polskiej telewizji (jednakże odcinki były dostępne w wersji DVD od 1 stycznia 2009 roku). Premierowa emisja ostatniego odcinka nastąpiła 31 maja 2013. Od czerwca 2013, stacja rozpoczęła emisję powtórkową od początku 6 serii.
Dnia 2 listopada 2015 kanał FX Polska rozpoczął emisję serialu zgranego z taśmy filmowej w formacie 16:9 i jakości HD pokazując po dwa odcinki od poniedziałku do piątku. Wielokrotnie wyemitowano wszystkie odcinki. W międzyczasie od 25 stycznia do 23 lutego 2016 premierowo został wyemitowany 10 sezon serialu, a premiera sezonu 11 nastąpiła 4 stycznia 2018 roku, podobnie jak w przypadku sezonu dziesiątego – 19 godzin po premierze amerykańskiej, na kanale FX Polska. Ostatnia emisja serialu z serii Z Archiwum X na kanale FX Polska nastąpiła 22 listopada 2019 roku.
W czasie od 18 stycznia do 22 lutego 2018 roku stacja TVN 7 emitowała 10 sezon serialu, a stacja TVN wyemitowała go w okresie od 1 sierpnia do 5 września 2019 roku. Serię 11 TVN7 pokazała natomiast na wiosnę 2021 roku.
Od 2 marca 2020 roku serial ponownie emituje stacja Zoom TV, od poniedziałku do czwartku o 21.00, która początkowo zakupiła 3 pierwsze sezony. Po wyemitowaniu pierwszego odcinka, stacja nadała również film Z Archiwum X: Pokonać przyszłość, którego emisję kilkukrotnie powtarzano. Premierowa emisja 3 sezonu zakończyła się 6 lipca, a w okresie od 31 sierpnia do 8 października 2020 roku emitowany był 4 sezon. Począwszy od 12 października 2020 roku emitowany jest 5 sezon serialu.
W okresie od 19 kwietnia do 24 maja 2020 roku, sezon 10 wyemitowała stacja Metro.
Począwszy od 4 czerwca 2020 roku, wszystkie 11 sezonów z polskim audio pojawiło się w ofercie platformy internetowej VOD stacji Canal+. Z kolei wraz z 1 września 2020 roku wszystkie odcinki serialu z polskimi napisami, pojawiły się w ofercie platformy Amazon Prime Video Polska.

## Gadżety
W czasie emisji serialu na rynku pojawiały się liczne gadżety do niego nawiązujące – poczynając od książek (na podstawie poszczególnych odcinków oraz całkiem nowych, jak również o serialu i jego aktorach) i komiksów, wydań pojedynczych odcinków, a z czasem całych serii, na kasetach video i DVD, poprzez wszelkiego rodzaju plakaty, kalendarze, planery, koszulki, figurki itp. Wydawane było również specjalne oficjalne czasopismo w całości poświęcone serialowi.
Powstał nawet projekt polskiego serialu, bazującego na Z archiwum X. Serial miał nosić tytuł N jak Nautilus i być telewizyjną wersją audycji Radia Zet, zatytułowanej Nautilus Radia Zet. Bohaterami miało być dwóch dziennikarzy (mężczyzn), zajmujących się tropieniem niezwykłych zjawisk. Odcinek pilotażowy miał opowiadać o domniemanej katastrofie UFO w porcie Gdyńskim.

### Książki
Na światowych rynkach ukazało się kilka cyklów książek oraz seria komiksowa, nawiązujących do serialu. Większość z nich była w pełni oparta na scenariuszach poszczególnych odcinków (część z nich sprowadziło do Polski wydawnictwo Da Capo). W postaci książek ukazały się również wersje kinowe serialu – pierwsza, autorstwa Elizabeth Hand, nakładem wydawnictwa Świat Książki oraz druga; Maxa Allana Collinsa, wydana przez Wydawnictwo Amber.
Książki Z Archiwum X – „seria zielona”:
| Tom | Tytuł polski            | Tytuł oryginalny     | Odcinek serialu             | Autor książki |
| --- | ----------------------- | -------------------- | --------------------------- | ------------- |
| 1   | Piętno śmierci          | X Marks – The Spot   | 1x1 Pilot                   | Les Martin    |
| 2   | Zdążyć do zmroku        | Darkness Falls       | 1x19 Darkness Falls         | Les Martin    |
| 3   | Słoń, którego nie widać | Tiger, Tiger!        | 2x18 Fearful Symmetry       | Les Martin    |
| 4   | Trofeum                 | Squeeze              | 1x02 Squeeze                | Ellen Steiber |
| 5   | Cyrk grozy              | Humbug               | 2x20 Humbug                 | Les Martin    |
| 6   | Bestia                  | Shapes               | 1x20 Shapes                 | Ellen Steiber |
| 7   | Strach                  | Fear                 | 2x03 Blodd                  | Les Martin    |
| 8   | Wysokie napięcie        | Voltage              | 3x03 D.P.O.                 | Easton Royce  |
| 9   | Dowód rzeczowy          | E.B.E.               | 1x16 E.B.E.                 | Les Martin    |
| 10  | Plaga                   | Die, Bug, Die!       | 3x12 War of the Coprophages | Les Martin    |
| 11  | System                  | Ghost In The Machine | 1x06 Ghost in the Machine   | Les Martin    |

Książki Z Archiwum X – „seria czerwona”:
| Tom | Tytuł polski     | Tytuł oryginalny  | Odcinek serialu    | Autor książki |
| --- | ---------------- | ----------------- | ------------------ | ------------- |
| 1   | Opętany          | The Calusari      | 2x21 Calusari      | Garth Nix     |
| 2   | Ewa              | Eve               | 1x10 Eve           | Ellen Steiber |
| 3   | Zły znak         | Syzygy            | 3x13 Syzygy        | Easton Royce  |
| 4   | Nasze miasto     | Our Town          | 2x24 Our Town      | Eric Elfman   |
| 5   | Empatia          | Empathy           | 3x08 Oubliette     | Ellen Steiber |
| 6   | Świeże kości     | Fresh Bones       | 2x15 Fresh Bones   | Les Martin    |
| 7   | Dyrygent śmierci | Control           | 3x17 Pusher        | Everett Owens |
| 8   | Żywiciel (×)     | The Host          | 2x02 The Host      | Les Martin    |
| 9   | Głodne duchy (×) | Hungry Ghosts     | 3x19 Hell Money    | Ellen Steiber |
| 10  | Cień (×)         | Dark Matter       | 2x23 Soft Light    | Easton Royce  |
| 11  |                  | Howlers (××)      | 4x02 Unruhe        | Everett Owens |
| 12  |                  | Grotesque (××)    | 3x14 Grotesque     | Ellen Steiber |
| 13  |                  | Quarantine (××)   | 2x22 F. Emasculata | Les Martin    |
| 14  |                  | Regeneration (××) | 4x14 Leonard Betts | Everett Owens |
| 15  |                  | Haunted (××)      | 1x05 Shadows       | Ellen Steiber |
| 16  |                  | Miracle Man (××)  | 1x17 Miracle Man   | Terry Bisson  |

(×) – zapowiedziane, a nie wydane w Polsce

(××) – nie sprowadzone do Polski
Seria nie wydana w Polsce:
| Tom | Tytuł oryginalny | Odcinek serialu                                 | Autor książki  |
| --- | ---------------- | ----------------------------------------------- | -------------- |
| 1   | Ascension        | 2x05 Duane Barry/2x06 Ascension/2x08 One Breath | Quentin Thomas |
| 2   | Hunter           | 2x16 Colony/2x17 End Game                       | Charles Grant  |

Powieści Z Archiwum X – wydawnictwo MeKong (1-4), Da Capo (5) i Libros (6)
| Tom | Tytuł polski | Tytuł oryginalny | Autor             |
| --- | ------------ | ---------------- | ----------------- |
| 1   | Gobliny      | Goblins          | Charles Grant     |
| 2   | Wir          | Whirlwind        | Charles Grant     |
| 3   | Epicentrum   | Ground Zero      | Kevin J. Anderson |
| 4   | Ruiny        | Ruins            | Kevin J. Anderson |
| 5   | Przeciwciała | Antybodies       | Kevin J. Anderson |
| 6   | Skóra        | Skin             | Ben Mezrich       |

Przewodniki po serialu i biografie aktorów (wydane w Polsce) – wyd. Da Capo:
| Tom | Tytuł polski                       | Tytuł oryginalny                                           | Autor         |
| --- | ---------------------------------- | ---------------------------------------------------------- | ------------- |
| S1  | Prawda Leży Daleko                 | The Truth Is Out There – The Official Guide to The X-Files | Brian Lowry   |
| S2  | Z Archiwum G. Anderson             | Anderson Files                                             | Marc Shapiro  |
| S3  | Z Archiwum D. Duchovny             | Duchovny Files                                             | Paul Mitchell |
| S4  | W świetle nauki X-Files            | Science of X-Files                                         | Michael White |
| S5  | Anderson+Duchovny – eXtra historia | Anderson+Duchovny                                          | David Bossom  |

Powieści uzyskały nagrody przydzielane przez miesięcznik o tematyce Science-Fiction i Fantasy – SFX – w roku 1995, nagrodę w kategorii najlepsza powieść uzyskało Epicentrum. Nominowane były również Wir i Goblin. Najlepszym autorem został Kevin J. Anderson. W roku 1996 wygrały Ruiny, a najlepszym autorem ponownie został Kevin J. Anderson.
Wydawnictwo zapowiadało wydanie polskiego przewodnika po serialu, zatytułowanego „Przewodnik po X-Files”. Nie doszło to jednak do skutku.
Komiksy z serii Z archiwum X (Sezon 10) wydane w Polsce przez wydawnictwo Sine Qua Non:
| Tom | Tytuł polski            | Tytuł oryginalny           | Autorzy | Tłumaczenie         | Data polskiego wydania |
| --- | ----------------------- | -------------------------- | --- | ------------------- | ---------------------- |
| 1   | Z Archiwum X: Wyznawcy  | X-Files. Season 10. Vol. 1 | Joe Harris, Chris Carter, Michael Walsh                                                                              | Bartosz Czartoryski | 4 lutego 2015          |
| 2   | Z Archiwum X: Żywiciele | X-Files. Season 10. Vol. 2 | Joe Harris, Elena Casagrande, Greg Scott, Chris Carter, Michael Walsh, Silvia Califano, Tony Moy, Menton J. Matthews | Bartosz Czartoryski | 20 maja 2015           |

### VHS
Kilkuczęściowe odcinki zostały wydane na kasetach video przez Imperial Entertainment. Była to jedyna forma multimedialna, w jakiej część serialu ukazała się w Polsce.
1. File 1: The Unopened File (odcinki: Anasazi, The Blessing Way, and Paper Clip)
2. File 2: Tooms (odcinki: Squeeze, Tooms)
3. File 3: Abduction (odcinki: Duane Barry, Ascension, One Breath)
4. File 4: Colony (odcinki: Colony, End Game)
5. File 5: 82517 (odcinki: Nisei, 731)
6. File 6: Master Plan (odcinki: Talitha Cumi, Herrenvolk)
7. File 7: Tunguska (odcinki: Tunguska, Terma)
8. File 8: Tempus Fugit (odcinki: Tempus Fugit, Max)
9. File 9: Redux (odcinki: Gethsemane, Redux, Redux 2)
10. File 10: Emily (odcinki: Christmas Carol, Emily)
11. File 11: Patient X (odcinki: Patient X, The Red and the Black)
12. File 12: The End (odcinki: The End + wypowiedzi na temat wersji filmowej)
13. File 13: One Son (odcinki: Two Fathers, One Son)
14. File 14: Biogenesis (odcinki: Biogenesis, The Sixth Extinction, The Sixth Extinction II: Amor Fati)
15. File 15: Closure (odcinki: Sein Und Zeit, Closure)
16. The X-Files: Dreamland (odcinki: Dreamland, Dreamland 2)
17. The X-Files: Millennium (odcinki: Millennium)
18. The X-Files: Requiem (odcinki: Requiem, Within, Without)
19. The X-Files: Deadalive (odcinki: This is Not Happening, Deadalive, Three Words)
20. The X-Files: Existence (odcinki: Essence, Existence)
21. The X-Files: Nothing Important Happened Today (episodes: Nothing Important Happened Today, 1 and 2)
22. The X-Files: Providence (odcinki: Provenance, Providence)
23. The X-Files: The Truth (odcinki: The Truth, The Truth 2)

### DVD
W Polsce, poza filmem kinowym, odcinki serialu nie były wydawane na nośnikach DVD. Na wiosnę 2007, pojawiły się jednak zapowiedzi polskiej wersji DVD, mającej ukazać się jesienią. Jednocześnie, w kioskach – w małych ilościach, nakładem firmy De Agostini – ukazała się płyta z czterema pierwszymi odcinkami serialu. Kolejnych nie wydano. Serial powrócił w tej formie, w czerwcu 2007. Co tydzień (później, co dwa) ukazywały się płyty z czterema odcinkami i załączoną książką o nich oraz zjawiskach paranormalnych. Wydano w tej formie wszystkie odcinki.
Niemal równocześnie, Imperial CinePix rozpoczął wydawanie oficjalnych boxów, w wersji z napisami lub lektorem.
| Sezon    | Liczba płyt | Data polskiej premiery |
| -------- | ----------- | ---------------------- |
| Sezon 1  | 6           | 21 marca 2008          |
| Sezon 2  | 7           | 9 maja 2008            |
| Sezon 3  | 6           | 12 maja 2008           |
| Sezon 4  | 6           | 24 czerwca 2008        |
| Sezon 5  | 5           | 15 lipca 2008          |
| Film 1   | 1           | 3 października 2005    |
| Sezon 6  | 6           | 25 sierpnia 2008       |
| Sezon 7  | 6           | 3 października 2008    |
| Sezon 8  | 6           | 10 listopada 2008      |
| Sezon 9  | 5           | 1 stycznia 2009        |
| Film 2   | 1           | 20 lutego 2009         |
| Sezon 10 | 3           | 14 września 2016       |
| Sezon 11 | 3           | 7 listopada 2018       |

Oba filmy kinowe ukazały się równolegle ze światowymi premierami – „Pokonać przyszłość” na VHS i DVD, a po latach także Blu-ray, „Chcę wierzyć” na DVD i Blu-ray. Kilkakrotnie wydawane też był również w wersjach kolekcjonerskich DVD.

## Lista odcinków
Poniżej znajduje się lista odcinków serialu Z Archiwum X emitowanego przez telewizję FOX w latach 1993–2002 oraz 2016–2018. W Polsce serial emitowało wiele stacji m.in. TVP2 i Polsat, a także TVP Seriale i Tele 5 oraz Fox Polska.
Po dziewięciu latach produkcji powstało 9 sezonów, w których zostały zawarte 202 odcinki. Dodatkowo, do serii wliczają się 2 filmy kinowe oraz sezony 10 (wyemitowany na początku 2016 roku) i 11 (wyemitowany na początku 2018 roku), w których zawarto 16 odcinków.
20 kwietnia 2017 roku stacja FOX zamówiła 10 odcinków jedenastego sezonu, którego produkcja odbyła się w lecie 2017 roku. Premiera sezonu nastąpiła 3 stycznia 2018 roku na kanale FOX, natomiast w Polsce, podobnie jak w przypadku sezonu dziesiątego, dzień później na kanale FOX Polska.

## Przegląd sezonów
| Sezon | Sezon              | Odcinki            | Pierwsza emisja     | Pierwsza emisja | Pierwsza emisja     | Pierwsza emisja  | Pierwsza emisja |
| Sezon | Sezon              | Odcinki            | Premiera sezonu     | Finał sezonu    | Premiera sezonu     | Finał sezonu     | Dystrybucja     |
| ----- | ------------------ | ------------------ | ------------------- | --------------- | ------------------- | ---------------- | --------------- |
|       | 1                  | 24                 | 10 września 1993    | 13 maja 1994    | 20 marca 1996       | 30 września 1996 | TVP2            |
|       | 2                  | 25                 | 16 września 1994    | 19 maja 1995    | 7 października 1996 | 7 kwietnia 1997  | TVP2            |
|       | 3                  | 24                 | 22 września 1995    | 17 maja 1996    | 14 kwietnia 1997    | 25 września 1997 | TVP2            |
|       | 4                  | 24                 | 4 października 1996 | 18 maja 1997    | 2 października 1997 | 1 września 1998  | TVP2            |
|       | 5                  | 20                 | 2 listopada 1997    | 17 maja 1998    | 8 września 1998     | 19 stycznia 1999 | TVP2            |
|       | Pokonać przyszłość | Pokonać przyszłość | 19 czerwca 1998     | 19 czerwca 1998 | 25 września 1998    | 25 września 1998 | Dystr. kinowa   |
|       | 6                  | 22                 | 8 listopada 1998    | 16 maja 1999    | 2 września 1999     | 10 lutego 2000   | TVP2            |
|       | 7                  | 22                 | 7 listopada 1999    | 21 maja 2000    | 2 listopada 2000    | 10 maja 2001     | TVP2            |
|       | 8                  | 21                 | 5 listopada 2000    | 20 maja 2001    | 6 marca 2004        | 12 sierpnia 2004 | TVP2            |
|       | 9                  | 20                 | 11 listopada 2001   | 19 maja 2002    | 6 maja 2013         | 31 maja 2013     | Tele 5          |
|       | Chcę wierzyć       | Chcę wierzyć       | 24 lipca 2008       | 24 lipca 2008   | 25 lipca 2008       | 25 lipca 2008    | Dystr. kinowa   |
|       | 10                 | 6                  | 24 stycznia 2016    | 22 lutego 2016  | 25 stycznia 2016    | 23 lutego 2016   | Fox Polska      |
|       | 11                 | 10                 | 3 stycznia 2018     | 21 marca 2018   | 4 stycznia 2018     | 22 marca 2018    | Fox Polska      |

## Seria 1 (1993−1994)
| № | Nr | Tytuł                | Tytuł polski                                         | Reżyseria                | Scenariusz                     | Premiera (FOX)       | Premiera w Polsce (TVP2) |
| --- | -- | -------------------- | ---------------------------------------------------- | ------------------------ | ------------------------------ | -------------------- | ------------------------ |
| 1 | 1  | Pilot                | Odcinek pilotażowy (DVD)Mulder i Scully (Fox Polska) | Robert Mandel            | Chris Carter                   | 10 września 1993     | 20 marca 1996            |
| Odcinek zaczyna się informacją, że przedstawiona historia jest oparta na udokumentowanych wydarzeniach, sugerując tym samym autentyczność historii. Pierwsza sprawa jaką badają Mulder i Scully dotyczy tajemniczych zgonów nastolatków, należących do tej samej klasy liceum w mieście Bellefleur w stanie Oregon. Mulder podejrzewa ingerencje istot pozaziemskich, o czym miałyby świadczyć dziwne ślady na ciałach osób rzekomo uprowadzonych, tajemnicze implanty, czy zmowa milczenia okolicznych mieszkańców i lokalnych władz. Kluczową postacią okazuje się być Billy Miles nastolatek w stanie śpiączki, który kierowany obcą siłą, przynosi do lasu osoby, które zostają później uprowadzone. |    |                      |                                                      |                          |                                |                      |                          |
| 2 | 2  | Deep Throat          | Głębokie Gardło                                      | Daniel Sackheim          | Chris Carter                   | 17 września 1993     | 12 kwietnia 1996         |
| Mulder i Scully badają zaginięcie pilota wojskowego pracującego w tajnej bazie lotniczej. Trafiają na trop eksperymentalnych samolotów. Mulder podejrzewa, że wojsko wykorzystuje technologie ze statku z Roswell. Mulder spotyka po raz pierwszy tajemniczego mężczyznę, informatora, który ostrzega go przed niebezpieczeństwem związanym z prowadzonym dochodzeniem. |    |                      |                                                      |                          |                                |                      |                          |
| 3 | 3  | Squeeze              | Przecisnąć się (DVD)Ścisk (Fox Polska)               | Harry Longstreet         | Glen Morgan, James Wong        | 24 września 1993     | 19 kwietnia 1996         |
| Mulder i Scully prowadzą śledztwo w sprawie tajemniczych zabójstw. Jak się okazuje, mordercą jest człowiek, który dzięki hibernacji zachował wygląd 30-latka, choć naprawdę ma 100 lat, natomiast jego ciało potrafi rozciągać się jak guma. |    |                      |                                                      |                          |                                |                      |                          |
| 4 | 4  | Conduit              | Kanał                                                | Daniel Sackheim          | Alex Gansa, Howard Gordon      | 1 października 1993  | 26 kwietnia 1996         |
| W małym miasteczku, w Iowa, znanym z wysokiej aktywności UFO, znika dziewczyna, w okolicznościach bardzo podobnych do zaginięcia siostry agenta Muldera. Młodszy brat zaginionej, który był świadkiem zajścia, zaczyna odkodowywać szum pochodzący z przekazu satelitarnego. Mulder wierzy, że jest on kluczem do rozwiązania zagadki. |    |                      |                                                      |                          |                                |                      |                          |
| 5 | 5  | The Jersey Devil     | Diabeł z Jersey                                      | Joe Napolitano           | Chris Carter                   | 8 października 1993  | 9 maja 1996              |
| Przyjaciel Scully prosi ją o pomoc, w rozwikłaniu sprawy brutalnych morderstw, mających miejsce w lasach pobliskich Atlantic City. Wszystkie poszlaki wskazują na to, iż podejrzanym jest, nieznany do tej pory nauce, gatunek inteligentnego hominida. |    |                      |                                                      |                          |                                |                      |                          |
| 6 | 6  | Shadows              | Cienie                                               | Michael Katleman         | Glen Morgan, James Wong        | 22 października 1993 | 17 maja 1996             |
| Agenci zajmują się sprawą Lauren – w jej otoczeniu zmarły ostatnio 3 osoby. Mulder podejrzewa, że może mieć to związek ze zjawiskami psychokinetycznymi. Scully pozostaje sceptyczna. |    |                      |                                                      |                          |                                |                      |                          |
| 7 | 7  | Ghost in the Machine | Duch w maszynie                                      | Michael Jerrold Freedman | Alex Gansa, Howard Gordon      | 29 października 1993 | 24 maja 1996             |
| W Bostonie dochodzi do nietypowego morderstwa. Wszystkie poszlaki prowadzą do twórcy systemu zabezpieczającego w budynku, w którym zaszło zdarzenie. Mulder uważa, iż jest on niewinny. |    |                      |                                                      |                          |                                |                      |                          |
| 8 | 8  | Ice                  | Lód                                                  | David Nutter             | Glen Morgan, James Wong        | 5 listopada 1993     | 7 czerwca 1996           |
| Ze stacji naukowców, badających na Alasce, lód sprzed tysięcy lat, do bazy ktoś przesyła komunikat mówiąc: „Nie jesteśmy tym, kim jesteśmy”, po czym popełnia samobójstwo. Mulder i Scully, wraz z pomocnikami, postanawiają pojechać do stacji, w przerwie między burzą śnieżną. Wszyscy w bazie nie żyją. Pilota helikoptera gryzie pies, który ma dziwne objawy choroby. Pilot zaraża się chorobą i bohaterowie muszą zarządzić kwarantannę. |    |                      |                                                      |                          |                                |                      |                          |
| 9 | 9  | Space                | Przestrzeń (DVD)Kosmos (Fox Polska)                  | William Graham           | Chris Carter                   | 12 listopada 1993    | 14 czerwca 1996          |
| Astronauci mają dostarczyć ładunek na orbitę okołoziemską. Na Ziemi ich dowódca zdaje się być opętany przez dziwnego ducha. |    |                      |                                                      |                          |                                |                      |                          |
| 10 | 10 | Fallen Angel         | Upadły anioł                                         | Larry Shaw               | Alex Gansa, Howard Gordon      | 19 listopada 1993    | 21 czerwca 1996          |
| W małym miasteczku dochodzi do dziwnego wypadku. Wojsko przejmuje dowodzenie, lecz mediom mówi, że to było wykolejenie się pociągu. Tak naprawdę ścigają oni stworzenie które atakuje wszystko co napotka. Mulder i Scully spotykają tam Maxa – fana teorii spiskowych. |    |                      |                                                      |                          |                                |                      |                          |
| 11 | 11 | Eve                  | Ewa                                                  | Fred Gerber              | Kenneth Biller, Chris Brancato | 10 grudnia 1993      | 5 lipca 1996             |
| Zabito mężczyznę a jedynym świadkiem była jego córka Teena, która nic nie pamięta. W tym samym czasie na drugim końcu Ameryki też zamordowano mężczyznę i znaleziono identyczną dziewczynkę o imieniu Cindy. Okazuje się, że pewna lekarka sama się klonowała i eksperymentowała na dzieciach. |    |                      |                                                      |                          |                                |                      |                          |
| 12 | 12 | Fire                 | Ogień                                                | Larry Shaw               | Chris Carter                   | 17 grudnia 1993      | 12 lipca 1996            |
| W angielskim Bosham pewien starszy, bogaty mężczyzna ulega samozapłonowi. Tymczasem była kochanka Muldera, Phoebe Green prosi parę agentów do pomocy przy podpaleniu. |    |                      |                                                      |                          |                                |                      |                          |
| 13 | 13 | Beyond the Sea       | Za morzem (DVD)Poza morzem (Fox Polska)              | David Nutter             | Glen Morgan, James Wong        | 7 stycznia 1994      | 19 lipca 1996            |
| Umiera ojciec Scully. Tymczasem zaginęło dwoje nastolatków. Mulder prowadzi śledztwo i okazuje się, że na ten temat może coś wiedzieć skazaniec, czekający na komorę gazową. Twierdzi on, że ma zdolności telepatyczne. Tym razem to Mulder pozostaje sceptyczny. |    |                      |                                                      |                          |                                |                      |                          |
| 14 | 14 | Gender Bender        | Zmiana płci                                          | Rob Bowman               | Larry Barber, Paul Barber      | 21 stycznia 1994     | 2 sierpnia 1996          |
| Następuje seria tajemniczych zgonów w wyniku ciężkiego zawału. Trop prowadzi agentów FBI do pewnej sekty, która swoimi zasadami przypomina Amiszów. |    |                      |                                                      |                          |                                |                      |                          |
| 15 | 15 | Lazarus              | Łazarz                                               | David Nutter             | Alex Gansa, Howard Gordon      | 4 lutego 1994        | 9 sierpnia 1996          |
| Scully i agent Jack Willis uczestniczą w napadzie na bank. W wyniku strzelaniny Willis i napastnik – Warren zostają ranni. Napastnik umiera, a Jackowi udaje się przeżyć. Jednak w czasie śmierci klinicznej dochodzi do zamiany osobowości. |    |                      |                                                      |                          |                                |                      |                          |
| 16 | 16 | Young at Heart       | Młody sercem (DVD)Młody duchem (Fox Polska)          | Michael Lange            | Scott Kaufer, Chris Carter     | 11 lutego 1994       | 16 sierpnia 1996         |
| Ginie pracownica banku. Zabójcą jest Barnett, którego Mulder zamknął kiedyś na 350 lat więzienia, a wobec którego prowadził swoją pierwszą sprawę w FBI. W wyniku tamtej akcji zginął agent FBI, z winy Foxa. Problem w tym, że Barnett od kilku lat nie żyje. Mulder otrzymuje pogróżki od nieżyjącego więźnia. Śledztwo ujawnia tajemnicze eksperymenty medyczne, przeprowadzane w więzieniu federalnym, w którym przebywał Barnett. |    |                      |                                                      |                          |                                |                      |                          |
| 17 | 17 | E.B.E.               | E.B.E. (DVD)Istota pozaziemska (Fox Polska)          | William Graham           | Glen Morgan, James Wong        | 18 lutego 1994       | 23 sierpnia 1996         |
| Nad Irakiem zostaje zestrzelone UFO. Agencji prowadzą śledztwo w sprawie kierowcy ciężarówki, który twierdzi że widział latający spodek. Tymczasem Mulder i Scully odkrywają, że są podsłuchiwani, przez nieznane osoby. Informator Muldera udziela mu fałszywych informacji, aby zbić go z tropu. Chcąc uzyskać wiarygodne wskazówki Mulder zabiera Scully do tajemniczej grupy fanów teorii spiskowych nazywającej siebie Samotnymi Strzelcami. Od swojego informatora Mulder dowiaduje się o istnieniu tajnego międzynarodowego porozumienia, mającego na celu ukrywanie i likwidowanie wszelkich śladów aktywności istot pozaziemskich.                                                              |    |                      |                                                      |                          |                                |                      |                          |
| 18 | 18 | Miracle Man          | Cudowny człowiek (DVD)Cudotwórca (Fox Polska)        | Michael Lange            | Howard Gordon, Chris Carter    | 18 marca 1994        | 29 sierpnia 1996         |
| Mały chłopiec, Samuel ma moc uzdrawiania, a nawet wskrzeszania ludzi. Jednak jako nastolatek traci swą moc. Mulder i Scully postanawiają zająć się tą sprawą. |    |                      |                                                      |                          |                                |                      |                          |
| 19 | 19 | Shapes               | Formy (DVD)Kształty (Fox Polska)                     | David Nutter             | Marilyn Osborn                 | 1 kwietnia 1994      | 30 sierpnia 1996         |
| Na pewnej farmie mężczyzna zastrzelił człowieka myśląc, że to zwierzę. Agenci odnajdują syna mordercy z dziwnymi cięciami. Scully jedzie z chłopakiem ze szpitala. Ranny chłopak atakuje agentkę, gdyż okazał się on być bestią-wilkołakiem. |    |                      |                                                      |                          |                                |                      |                          |
| 20 | 20 | Darkness Falls       | Zapada zmrok (DVD)Gdy zapada zmrok (Fox Polska)      | Joe Napolitano           | Chris Carter                   | 15 kwietnia 1994     | 2 września 1996          |
| W lesie ginie grupa doświadczonych drwali. Mulder i Scully zajmują się tą sprawą. Okazuje się, że tajemnicze owady owijają ludzi w kokony. |    |                      |                                                      |                          |                                |                      |                          |
| 21 | 21 | Tooms                | Tooms                                                | David Nutter             | Glen Morgan, James Wong        | 22 kwietnia 1994     | 9 września 1996          |
| Mimo starań Muldera, Eugene Tooms wychodzi z zakładu zamkniętego. Fox, przekonany, że Tooms będzie dokonywał kolejnych morderstw, robi wszystko, aby mu w tym przeszkodzić. |    |                      |                                                      |                          |                                |                      |                          |
| 22 | 22 | Born Again           | Ponownie narodzony                                   | Jerrold Freedman         | Alex Gansa, Howard Gordon      | 29 kwietnia 1994     | 16 września 1996         |
| Mała dziewczynka jest świadkiem kilku niewytłumaczalnych zgonów. Mulder z początku podejrzewa psychokinezę, jednak po pewnym czasie sprawa okazuje się być jeszcze bardziej zaskakująca. |    |                      |                                                      |                          |                                |                      |                          |
| 23 | 23 | Roland               | Roland                                               | David Nutter             | Chris Ruppenthal               | 6 maja 1994          | 23 września 1996         |
| Chory umysłowo Roland pracuje jako sprzątacz w ośrodku naukowym. W niewyjaśnionych okolicznościach ginie tam dwóch naukowców. Mulder i Scully postanawiają zająć się tą sprawą. |    |                      |                                                      |                          |                                |                      |                          |
| 24 | 24 | The Erlenmeyer Flask | Kolba Erlenmeyera                                    | R.W. Goodwin             | Chris Carter                   | 13 maja 1994         | 30 września 1996         |
| Policja ściga pirata drogowego, który wykazuje nadnaturalne zdolności. Deep Throat daje cynk Mulderowi, by ten zajął się tą sprawą. Scully znajduje bakterię pochodzącą spoza Ziemi. Mulder zostaje porwany przez organizację rządową, natomiast Scully próbuje go ratować. Tymczasem Palacz nakazuje zabić Deep Throat. |    |                      |                                                      |                          |                                |                      |                          |

## Seria 2 (1994–1995)
| № | Nr | Tytuł                 | Tytuł polski                                                          | Reżyseria          | Scenariusz                                | Premiera (FOX)       | Premiera w Polsce (TVP2) |
| --- | -- | --------------------- | --------------------------------------------------------------------- | ------------------ | ----------------------------------------- | -------------------- | ------------------------ |
| 25 | 1  | Little Green Men      | Mały zielony ludzik (DVD)Zielone ludziki (Fox Polska)                 | David Nutter       | Glen Morgan, James Wong                   | 16 września 1994     | 7 października 1996      |
| Archiwum X zamknięte. Mulder wyrusza do tajnej bazy w tropikach, by przechwycić pozaziemski sygnał radiowy. Dochodzi do spotkania Muldera z Obcym. |    |                       |                                                                       |                    |                                           |                      |                          |
| 26 | 2  | The Host              | Żywiciel                                                              | Daniel Sackheim    | Chris Carter                              | 23 września 1994     | 14 października 1996     |
| W kanalizacjach grasuje mutant, człowiek-motylica. |    |                       |                                                                       |                    |                                           |                      |                          |
| 27 | 3  | Blood                 | Krew                                                                  | David Nutter       | Darin Morgan, Glen Morgan, James Wong     | 30 września 1994     | 21 października 1996     |
| Na ekranach elektronicznych urządzeń pojawiają się komendy typu: „zabij, zabij wszystkich”. Komendy okazują się być podświadomością, ożywioną przez tajny rządowy eksperyment. |    |                       |                                                                       |                    |                                           |                      |                          |
| 28 | 4  | Sleepless             | Bez snu (DVD)Bezsenność (Fox Polska)                                  | Rob Bowman         | Howard Gordon                             | 7 października 1994  | 28 października 1996     |
| Giną ludzie. Umierają na coś, czego w zasadzie nie ma. Po prostu, przyśniło im się. Mulder zostaje przydzielony do sprawy, którą prowadzi agent Alex Krycek, który od tej pory staje się jego nowym partnerem. Prowadząc śledztwo, Mulder dostaje tajemniczy telefon od nieznanej osoby, który okazuje się być nowym informatorem, przejmując tym samym rolę Głębokiego Gardła. Tajemniczy mężczyzna przekazuje Mulderowi informacje o tajnym wojskowym projekcie sprzed lat, który dotyczył eksperymentów nad snem, w celu stworzenia super żołnierza. |    |                       |                                                                       |                    |                                           |                      |                          |
| 29 | 5  | Duane Barry (Part 1)  | Duane Barry (część 1)                                                 | Chris Carter       | Chris Carter                              | 14 października 1994 | 4 listopada 1996         |
| Tytułowy Duane Barry, były agent FBI, uważa, że kilkanaście lat wcześniej został uprowadzony przez kosmitów. Przebywając w zamkniętym szpitalu psychiatrycznym porywa lekarza, a następnie w biurze podróży przetrzymuje zakładników. Mulder zostaje wezwany, aby prowadzić negocjacje z porywaczem. Barry opowiada agentowi, co zdarzyło się na pokładzie statku kosmicznego. W tym czasie Scully zdobywa zaskakujące informacje na temat przeszłości medycznej Barry’ego. Ostatecznie porywacz trafia w krytycznym stanie do szpitala, gdzie badania wydają się potwierdzać wersję o uprowadzeniu i eksperymentach medycznych. Wydostawszy się ponownie ze szpitala Barry napada na Scully. |    |                       |                                                                       |                    |                                           |                      |                          |
| 30 | 6  | Ascension (Part 2)    | Wniebowstąpienie (część 2) (DVD)Ascendencja (część 2) (Fox Polska)    | Michael Lange      | Paul Brown                                | 21 października 1994 | 18 listopada 1996        |
| Kontynuacja poprzedniego odcinka. Duane Barry porywa Scully. Na miejscu zdarzenia Mulder spotyka się z matką Scully. Mulder, współpracując z Krycekiem, próbuje odnaleźć porywacza kierującego się na miejsce kolejnego spotkania z Obcymi. Krycek, w porozumieniu z Palaczem, skutecznie utrudnia działanie Mulderowi. Pozwala to Barry’emu przekazać kosmitom Scully w zamian za siebie. Po ujęciu przez agentów Duane Barry umiera w niejasnych okolicznościach. Dochodzenie przejmuje wojsko, a Mulder zostaje oskarżony o morderstwo. Mulder oskarża Kryceka, ale ten znika. Skinner jest bezsilny, ale decyduje się reaktywować Archiwum X. |    |                       |                                                                       |                    |                                           |                      |                          |
| 31 | 7  | 3                     | 3                                                                     | David Nutter       | Chris Ruppenthal, Glen Morgan, James Wong | 4 listopada 1994     | 25 listopada 1996        |
| W ramach reaktywowanego Archiwum X Mulder próbuje rozwiązać sprawę szajki seryjnych morderców pozbawiających swoje ofiary krwi. Pierwszy z podejrzanych, wystawiony na działanie promieni słonecznych, umiera w areszcie. Trop prowadzi do podziemnego światka ludzi zafascynowanych wampiryzmem. |    |                       |                                                                       |                    |                                           |                      |                          |
| 32 | 8  | One Breath            | Jedno tchnienie (DVD)Tchnienie (Fox Polska)                           | R.W. Goodwin       | Glen Morgan, James Wong                   | 11 listopada 1994    | 2 grudnia 1996           |
| Matka Scully i Mulder przygotowują się do symbolicznego pogrzebu agentki. Niespodziewanie Scully odnajduje się w szpitalu, w stanie głębokiej śpiączki. Nie udaje się ustalić jak znalazła się w szpitalu. Zgodnie ze swoim testamentem, agentka nie chce, by jej życie podtrzymywała aparatura. Przy łóżku chorej czuwa, jako medium, Melissa, siostra Dany, oraz tajemnicza siostra Owens. Celem wyjaśnienia stanu chorej, Mulder korzysta z pomocy Samotnych Strzelców, a następnie Pana X, ale nie przynosi to rezultatów. Mulder odnajduje Palacza, próbuje wyciągnąć od niego istotne informacje, ale jest bezsilny. Skinner nie przyjmuje jego rezygnacji z FBI i motywuje go do dalszej pracy w Archiwum X. Zostaje podjęta decyzja o zaprzestaniu podtrzymywania życia agentki. Po odłączeniu urządzeń, agentka przytomnieje. |    |                       |                                                                       |                    |                                           |                      |                          |
| 33 | 9  | Firewalker            | Firewalker                                                            | David Nutter       | Howard Gordon                             | 18 listopada 1994    | 9 grudnia 1996           |
| Mulder i Scully prowadzą śledztwo w sprawie niewytłumaczalnych zdarzeń w wulkanologicznym ośrodku badawczym. Na miejscu okazuje się, że genialny, a jednocześnie chory psychicznie szef ekspedycji, Daniel Trepkos, morduje współpracowników. Jego ofiarą stał się już Erickson, wkrótce ginie Pierce. Pozostali naukowcy – Ludwig, Tanaka i O’Neil – żyją osaczeni w ośrodku badawczym. Mulder podejrzewa, że przyczyną psychozy kierownika ekspedycji jest odkrycie pasożytniczej formy życia opartej na związkach krzemowych, która żyje wewnątrz wulkanu. Jeden z naukowców, Tanaka, umiera zabity przez wzrastającego pasożyta. Pobieżne badanie próbek potwierdza podejrzenia Muldera. Agent w towarzystwie Ludwiga schodzi w głąb wulkanu, gdzie spotyka Trepkosa. Trepkos morduje Ludwiga, w tym czasie Scully próbuje uwolnić się od zarażonej O’Neil. Trepkos schodzi do wnętrza wulkanu z ciałem ukochanej, pozostali przy życiu Mulder i Scully zostają poddani kwarantannie. Wszystkie dane naukowe i szczątki robota badawczego nazwanego Firewalker przejmuje wojsko. |    |                       |                                                                       |                    |                                           |                      |                          |
| 34 | 10 | Red Museum            | Muzeum Czerwieni (DVD)Czerwone muzeum (Fox Polska)                    | Win Phelps         | Chris Carter                              | 9 grudnia 1994       | 16 grudnia 1996          |
| Mulder i Scully prowadzą śledztwo w sprawie uprowadzeń dzieci w Wisconsin. Nastolatki znajdowane są po kilkunastu godzinach, rozebrane, w szoku, z zaburzeniami pamięci, zatrute dużymi dawkami skopolaminy, z tajemniczym napisem na plecach. Miejscowy szeryf podejrzewa udział członków wegetariańskiej sekty Muzeum Czerwieni z charyzmatycznym przywódcą, byłym lekarzem, Richardem Odinem. Agenci badają inne dziwne wydarzenia w miasteczku: eksperymenty przeprowadzane na bydle rzeźnym, pomieszczenia ukryte za lustrami weneckimi w budynkach miasteczka, wypadek lotniczy małego samolotu. Okazuje się, że lekarz który zginął w katastrofie lotniczej opiekował się wszystkimi uprowadzonymi dziećmi. Przez wiele lat podawał im prawdopodobnie obce DNA wywołując nieprzewidziane efekty, w tym wzrost agresji. Kolejną ofiarą jest Rick, syn szeryfa, zostaje jednak znaleziony martwy. Podejrzany, Gerd Thomas, choć przyznaje się do uprowadzeń dzieci, nie jest winny morderstwa. Mordercą jest nieidentyfikowalny człowiek zastrzelony podczas incydentu w rzeźni przez zrozpaczonego szeryfa, rozpoznany wcześniej przez Scully (zabójca Głębokiego Gardła z ostatniego odcinka pierwszej serii serialu). Sekta Muzeum Czerwieni wydaje się być zaprojektowaną jako grupa kontrolna eksperymentu na ludziach. |    |                       |                                                                       |                    |                                           |                      |                          |
| 35 | 11 | Excelsis Dei          | Excelsis Dei                                                          | Stephen Surjik     | Paul Brown                                | 16 grudnia 1994      | 23 grudnia 1996          |
| W domu starców dochodzi do gwałtu. Ofiara twierdzi, że zgwałcił ją duch. |    |                       |                                                                       |                    |                                           |                      |                          |
| 36 | 12 | Aubrey                | Aubrey                                                                | Rob Bowman         | Sara Charno                               | 6 stycznia 1994      | 30 grudnia 1996          |
| W małym miasteczku Aubrey dochodzi do morderstw, podobnych do innych, sprzed kilkunastu lat. Treścią odcinka jest pamięć genetyczna. |    |                       |                                                                       |                    |                                           |                      |                          |
| 37 | 13 | Irresistible          | Niepowściągliwy                                                       | David Nutter       | Chris Carter                              | 13 stycznia 1995     | 6 stycznia 1997          |
| Bohaterem odcinka jest fetyszysta, który bezcześci zwłoki by zdobyć trofea – włosy i paznokcie zmarłych. |    |                       |                                                                       |                    |                                           |                      |                          |
| 38 | 14 | Die Hand die Verletzt | Ręka, która rani (DVD)Karząca ręka pana (Fox Polska)                  | Kim Manners        | Glen Morgan, James Wong                   | 27 stycznia 1995     | 13 stycznia 1997         |
| Czterech nauczycieli tworzy sektę, wyznającą kult szatana. Nocą w lesie grupa nastolatków dla zabawy, wykonuje rytuał przyzywający demona, w trakcie którego jedyna osoba ginie w dziwnych okolicznościach. Na miejsce zdarzeń zostają wezwani Mulder i Scully, podczas oględzin spada na nich deszcz żab. W szkole pojawia się tajemnicza nauczycielka biologii pani Paddock, która przybyła w zastępstwie. Mulder dostrzega że w okolicy zaczynają dziać się dziwne rzeczy. Nowo przybyła nauczycielka w sekrecie odprawia dziwne obrzędy, na skutek których jedna z uczennic popełnia samobójstwo. Wyznawcy kultu szatana wyczuwają obecność, tajemniczej siły. Jeden z nich zaczyna wątpić w słuszność swoich dotychczasowych działań, składa zeznania Mulderowi za co zostaje ukarany przez panią Paddock, która zdaje się być diabłem wcielonym w człowieka. Pozostali członkowie sekty postanawiają złożyć w ofierze Muldera i Scully, aby załagodzić gniew demona. |    |                       |                                                                       |                    |                                           |                      |                          |
| 39 | 15 | Fresh Bones           | Świeże kości                                                          | Rob Bowman         | Howard Gordon                             | 3 lutego 1995        | 20 stycznia 1997         |
| Żołnierze, z obozu dla uchodźców z Haiti, giną w tajemniczych okolicznościach. Mulder podejrzewa, że to sprawa voodoo. |    |                       |                                                                       |                    |                                           |                      |                          |
| 40 | 16 | Colony (Part 1)       | Kolonia (część 1)                                                     | Chris Carter       | David Duchovny, Chris Carter              | 10 lutego 1995       | 27 stycznia 1997         |
| W tym odcinku pojawia się siostra Muldera, Samantha. Na lekarzy poluje mężczyzna, który wbija im szpikulec w podstawę czaszki. Wszyscy mężczyźni byli klonami. Samantha wyjaśnia Mulderowi, że zamordowani lekarze to potomkowie dwóch obcych, którzy pojawili się na Ziemi w latach 40. Od tamtego czasu budują oni kolonie – zaplecze pod inwazje, wierząc że czas ludzi dobiega końca. Łowca który zabija lekarzy ma za zadanie zlikwidować kolonie klonów, ponieważ nie mają oni zgody na przeprowadzanie takich działań. |    |                       |                                                                       |                    |                                           |                      |                          |
| 41 | 17 | End Game (Part 2)     | Koniec gry (część 2) (DVD)Ostateczna rozgrywka (część 2) (Fox Polska) | Rob Bowman         | Frank Spotnitz                            | 17 lutego 1995       | 3 lutego 1997            |
| Kontynuacja poprzedniego odcinka. Podczas próby uwolnienia Scully łowca zabija Samanthę. Mulder dostaje wiadomość, dzięki której odkrywa kolejne klony, które wyglądają jak Samantha. Kobiety proszą Muldera o pomoc w ukryciu przed łowcą pierwszego klona. Wkrótce pojawia się zabójca, obezwładnia Muldera i zabija wszystkie klony. Od swojego informatora Mulder dostaje informacje o lokalizacji statku łowcy, Fox postanawia ruszyć jego śladem. Dociera do opuszczonej łodzi podwodnej. Próbując obezwładnić łowcę strzela do niego zarażając się toksyczną krwią obcego. Na wpół żywy Mulder trafia do wojskowego szpitala, w którym pojawia się agentka Scully. Tylko ona wie jak wyleczyć partnera z tajemniczego wirusa. |    |                       |                                                                       |                    |                                           |                      |                          |
| 42 | 18 | Fearful Symmetry      | Przerażająca symetria (DVD)Groza symetrii (Fox Polska)                | James Whitmore Jr. | Steven DeJarnatt                          | 24 lutego 1995       | 10 lutego 1997           |
| Z ZOO znikają zwierzęta, po czym, ni stąd, ni zowąd, pojawiają się w różnych rejonach miasta. Mulder podejrzewa, że pozaziemska cywilizacja podjęła się utrzymania ginących gatunków na naszej planecie. |    |                       |                                                                       |                    |                                           |                      |                          |
| 43 | 19 | Dod Kalm              | Spokojna śmierć                                                       | Rob Bowman         | Howard Gordon, Alex Gansa                 | 10 marca 1995        | 17 lutego 1997           |
| Mulder i Scully trafiają na statek, który był przez dziesiątki lat toczony przez rdzę. Okazuje się, że agenci trafili na fałdę czasową i nie są zbyt odporni na taką nagłą zmianę czasu. |    |                       |                                                                       |                    |                                           |                      |                          |
| 44 | 20 | Humbug                | Mistyfikacja                                                          | Kim Manners        | Darin Morgan                              | 31 marca 1995        | 10 marca 1997            |
| Ginie cyrkowiec. Mulder początkowo sądzi, że to syrena z Fidżi, lecz prawda jest zupełnie inna i jeszcze bardziej zaskakująca. |    |                       |                                                                       |                    |                                           |                      |                          |
| 45 | 21 | The Calusari          | Calusari                                                              | Michael Vejar      | Sara Charno                               | 14 kwietnia 1995     | 24 lutego 1997           |
| Zdarzył się wypadek. Chłopca potrąciła lokomotywa, lecz balon, który trzymał w ręku, unosił się bez ruchu w powietrzu. Podczas jednej z rozmów okazuje się, że starszy brat chłopca miał bliźniaka, który umarł przy porodzie. |    |                       |                                                                       |                    |                                           |                      |                          |
| 46 | 22 | F. Emasculata         | F. Emasculata (DVD)Zaraza (Fox Polska)                                | Michael Bowman     | Chris Carter, Howard Gordon               | 28 kwietnia 1995     | 3 marca 1997             |
| Szybko rozprzestrzeniająca się zaraza w więzieniu, w Wirginii. |    |                       |                                                                       |                    |                                           |                      |                          |
| 47 | 23 | Soft Light            | Rozproszone światło (DVD)Przytłumione światło (Fox Polska)            | James Contner      | Vince Gilligan                            | 5 maja 1995          | 17 marca 1997            |
| Pewien naukowiec wytwarza coś w rodzaju czarnej dziury, przemieniając każdego w proch, gdy wejdzie na jego cień. |    |                       |                                                                       |                    |                                           |                      |                          |
| 48 | 24 | Our Town              | Nasze miasto                                                          | Rob Bowman         | Frank Spotnitz                            | 12 maja 1995         | 24 marca 1997            |
| W pewnym mieście następuje seria zaginięć. Nagle pewna dziewczyna zaczyna chorować na bardzo rzadką chorobę. Agenci w rzece znajdują wygotowane kości wielu zaginionych osób. |    |                       |                                                                       |                    |                                           |                      |                          |
| 49 | 25 | Anasazi (Part 1)      | Anasazi (część 1)                                                     | R.W. Goodwin       | David Duchovny, Chris Carter              | 19 maja 1995         | 7 kwietnia 1997          |
| W rezerwacie Indian w Navajo, zostaje znaleziony szkielet Obcego. Tymczasem Mulder dostaje od pewnego anarchisty-hakera kasetę z tajnymi danymi Departamentu Obrony nt. kosmitów. Tekst jest jednak zaszyfrowany w języku indiańskim. |    |                       |                                                                       |                    |                                           |                      |                          |

## Seria 3 (1995–1996)
| № | Nr | Tytuł                           | Tytuł polski                                                                           | Reżyseria        | Scenariusz                                  | Premiera (FOX)       | Premiera w Polsce (TVP2) |
| --- | -- | ------------------------------- | -------------------------------------------------------------------------------------- | ---------------- | ------------------------------------------- | -------------------- | ------------------------ |
| 50 | 1  | The Blessing Way (Part 2)       | Błogosławiona droga (część 2) (DVD)Indiański rytuał (część 2) (Fox Polska)             | R.W. Goodwin     | Chris Carter                                | 22 września 1995     | 14 kwietnia 1997         |
| Kontynuacja ostatniego odcinka drugiej serii. Albert Hosteen przetłumaczył zapis z taśmy lecz wojsko, z nakazu Palacza odbiera Scully papiery. Okazuje się, że Mulder przeżył atak i leczy się u Indian. Scully zostaje zawieszona w wykonywaniu czynności. Przypadkowo odkrywa, że ma pod skórą wszczepiony implant. Tajemniczy mężczyzna ostrzega Scully przed planowanym zamachem na jej życie. Mulder odwiedza swoją matkę, pyta ją o przeszłość ojca i tajemnicze zdjęcie, na którym widnieje m.in. pierwszy informator Muldera. Krycek przez pomyłkę strzela do Melissy, siostry Scully. Dana podejrzewa, że to Skinner ma ją zabić, ale on twierdzi, że ma dla niej kasetę z danymi. |    |                                 |                                                                                        |                  |                                             |                      |                          |
| 51 | 2  | Paper Clip (Part 3)             | Spinacz (część 3) (DVD)Operacja Paperclip (część 3) (Fox Polska)                       | Rob Bowman       | Chris Carter                                | 29 września 1995     | 21 kwietnia 1997         |
| Kontynuacja poprzedniego odcinka. Mulder i Scully, wspólnie z Samotnymi Strzelcami, rozwiązują zagadkę kasety. Trafiają do rządowych archiwów, gdzie są przetrzymywane informacje nt. wielu ludzi, w tym agentów FBI. Skinner mówi Palaczowi, że ma zapis z kasety. Albert Hosteen i 20 członków jego plemienia nauczyło się go na pamięć. Melissa Scully umiera w szpitalu. |    |                                 |                                                                                        |                  |                                             |                      |                          |
| 52 | 3  | D.P.O.                          | D.P.O.                                                                                 | Kim Manners      | Howard Gordon                               | 6 października 1995  | 28 kwietnia 1997         |
| Młody chłopak z Oklahomy, Darin Peter Oswald jest w stanie władać piorunami. W miasteczku ginie kilku młodych chłopaków. Agenci postanawiają zająć się tą sprawą. |    |                                 |                                                                                        |                  |                                             |                      |                          |
| 53 | 4  | Clyde Bruckman’s Final Repose   | Ostatnia droga Clyde’a Bruckmana (DVD)Ostatni spoczynek Clyde’a Bruckmana (Fox Polska) | Rob Bowman       | Darin Morgan                                | 13 października 1995 | 5 maja 1997              |
| Mulder i Scully zajmują się sprawą morderstw wróżbiarzy. Pomaga im Clyde Bruckman, który potrafi przewidzieć czyjąś śmierć. |    |                                 |                                                                                        |                  |                                             |                      |                          |
| 54 | 5  | The List                        | Lista                                                                                  | Chris Carter     | Chris Carter                                | 20 października 1995 | 3 lipca 1997             |
| Skazaniec z celi śmierci, Napoleon „Neech” Manley, zostaje stracony na krześle elektrycznym. Przed egzekucją mówi, że zemści się na wszystkich, którzy go źle traktowali. Wkrótce giną strażnicy więzienni. |    |                                 |                                                                                        |                  |                                             |                      |                          |
| 55 | 6  | 2Shy                            | Zbyt nieśmiały                                                                         | David Nutter     | Jeffrey Vlaming                             | 3 listopada 1995     | 10 lipca 1997            |
| Pan Incanto umawia się z samotnymi kobietami na randki. Jednak zamiast z nimi flirtować, zjada ich skórę. |    |                                 |                                                                                        |                  |                                             |                      |                          |
| 56 | 7  | The Walk                        | Spacer                                                                                 | Rob Bowman       | John Shiban                                 | 10 listopada 1995    | 12 maja 1997             |
| W zakładzie opieki nad weteranami wojennymi, pewien były żołnierz pragnie popełnić samobójstwo, ale ciągle mu się nie udaje. Wkrótce potem, w jego dawnej jednostce dochodzi do serii niewytłumaczalnych zjawisk. |    |                                 |                                                                                        |                  |                                             |                      |                          |
| 57 | 8  | Oubliette                       | Loch                                                                                   | Kim Manners      | Charles Grant Craig                         | 17 listopada 1995    | 2 czerwca 1997           |
| W Seattle, Carl porywa dziewczynkę Amy i mówi jej „nikt nas nie zniszczy”. W tym samym momencie na drugim końcu miasta, kobieta, która była kiedyś porwana, Lucy ma krwotok i wypowiada te same słowa. |    |                                 |                                                                                        |                  |                                             |                      |                          |
| 58 | 9  | Nisei (Part 1)                  | Drugie pokolenie (część 1)                                                             | David Nutter     | Chris Carter, Howard Gordon, Frank Spotnitz | 24 listopada 1995    | 19 maja 1997             |
| W Knoxville, grupa japońskich naukowców zostaje zabita w trakcie sekcji Obcego. Wkrótce potem, Mulder trafia do tajnego laboratorium, gdzie Amerykanie i Japończycy badają wrak UFO. Mulder widzi również, jak do pociągu ładują żywą, zamaskowaną istotę. Postanawia on dostać się do tego pociągu. |    |                                 |                                                                                        |                  |                                             |                      |                          |
| 59 | 10 | 731 (Part 2)                    | 731 (część 2)                                                                          | Rob Bowman       | Frank Spotnitz                              | 1 grudnia 1995       | 26 maja 1997             |
| Kontynuacja poprzedniego odcinka. W Wirginii Zachodniej dochodzi do masowego mordu na trędowatych. Mulder, który wskoczył do pociągu, znalazł tam japońskiego lekarza, uczestniczącego w zabiegach na Scully. Okazuje się, że w pociągu jest bomba. |    |                                 |                                                                                        |                  |                                             |                      |                          |
| 60 | 11 | Revelations                     | Objawienia                                                                             | David Nutter     | Kim Newton                                  | 15 grudnia 1995      | 9 czerwca 1997           |
| Zabity zostaje pastor-oszust. Udawał stygmatyka. Niedługo potem młody chłopiec Kevin naprawdę ma stygmaty. Zabójca usiłuje go zamordować. |    |                                 |                                                                                        |                  |                                             |                      |                          |
| 61 | 12 | War of the Coprophages          | Wojna koprofagów                                                                       | Kim Manners      | Darin Morgan                                | 5 stycznia 1996      | 17 lipca 1997            |
| Inwazja karaluchów z metalowymi pancerzykami w Massachusetts. |    |                                 |                                                                                        |                  |                                             |                      |                          |
| 62 | 13 | Syzygy                          | Syzygy (DVD)Syzygium (Fox Polska)                                                      | Rob Bowman       | Chris Carter                                | 26 stycznia 1996     | 24 lipca 1997            |
| W małym miasteczku dochodzi do serii zabójstw nastolatków. Lokalni mieszkańcy podejrzewają, że za zbrodnie odpowiedzialni są członkowie sekty satanistycznej. Mulder współpracuje z detektyw White, którą jest zainteresowany. Scully jest wyraźnie zazdrosna. Okazuje się, że winnymi tajemniczych zgonów i niewytłumaczalnych zjawisk są dwie nastolatki obdarzone nadprzyrodzonymi zdolnościami. Mulder podejrzewa, że ich moc pochodzi ze zbliżającej się koniunkcji planet. |    |                                 |                                                                                        |                  |                                             |                      |                          |
| 63 | 14 | Grotesque                       | Gargulec                                                                               | Kim Manners      | Howard Gordon                               | 2 lutego 1996        | 31 lipca 1997            |
| W Waszyngtonie zostaje zabity model z Wydziału Sztuk Pięknych. Zabójcą jest John Mostov, więc Mulder i Scully zamykają go. Wkrótce giną kolejni mężczyźni. Mulder musi współpracować z dawnym nauczycielem, Billem Patersonem. |    |                                 |                                                                                        |                  |                                             |                      |                          |
| 64 | 15 | Piper Maru (Part 1)             | Piper Maru (część 1)                                                                   | Rob Bowman       | Frank Spotnitz, Chris Carter                | 9 lutego 1996        | 16 czerwca 1997          |
| Francuscy nurkowie odnajdują wrak samolotu z drugiej wojny światowej. Jeden z nich odkrywa, że w kadłubie samolotu nadal znajduje się żywy pilot, w jego oczach znajduje się dziwna czarna substancja, określana jako „Czarny Rak”. Po wyciągnięciu nurka na powierzchnię, teraz w jego oczach pojawiła się ta sama substancja. Wszyscy, prócz niego, zapadli na chorobę popromienną. Scully spotyka się ze starym przyjacielem ojca, który miał podobne przeżycia, podczas misji wykonywanej w trakcie drugiej wojny światowej. Francuski nurek wraca do swojego domu, i zaraża swoją partnerkę. Teraz to ona staje się nosicielem nieznanej substancji. Mulder prowadząc śledztwo wyrusza do Hongkongu, a jego tropem podąża zainfekowana kobieta. W Hongkongu Mulder spotyka Kryceka. Skinner zostaje ostrzeżony, aby dla swojego dobra porzucił sprawę morderstwa siostry Scully. Niedługo potem Skinner zostaje postrzelony. Mulderowi udaje się złapać Kryceka. Próbuje odzyskać od niego taśmę z tajnymi rządowymi dokumentami, jednak Krycek twierdzi, że ukrył ją w skrytce, w Waszyngtonie. Do toalety, do której udał się Krycek wchodzi zainfekowana kobieta i zaraża go. |    |                                 |                                                                                        |                  |                                             |                      |                          |
| 65 | 16 | Apocrypha (Part 2)              | Apokryf (część 2) (DVD)Apokryfy (część 2) (Fox Polska)                                 | Kim Manners      | Frank Spotnitz, Chris Carter                | 16 lutego 1996       | 26 czerwca 1997          |
| Kontynuacja poprzedniego odcinka. Mulder i Krycek wracają do Waszyngtonu po kasety z rządowymi dokumentami. Scully odwiedza rannego Skinnera w szpitalu. Okazuje się, że zamachowcem jest ten sam człowiek, który uczestniczył w zabiciu jej siostry. Mulder spotyka się z członkiem Syndykatu. Wychodzi na jaw, że oni także szukają Kryceka. Mulder dowiaduje się, że w czasie drugiej wojny światowej, zostało zestrzelone UFO, którego wrak leżał na dnie morza, przez dziesięciolecia. Palacz bez zgody Syndykatu, przenosi wrak UFO w inne miejsce. Krycek kontaktuje się z Palaczem, oddaje mu kasetę z danymi, w zamian otrzymuje informacje o lokalizacji statku. Mulder i Scully udają się do opuszczonej bazy wojskowej. Palacz przeszkadza agentom w złapaniu Kryceka. Czarny Rak manipulując ciałem Kryceka, wykorzystał go, aby powrócić do swojego statku. |    |                                 |                                                                                        |                  |                                             |                      |                          |
| 66 | 17 | Pusher                          | Popychacz (DVD)Nagabywacz (Fox Polska)                                                 | Rob Bowman       | Vince Gilligan                              | 23 lutego 1996       | 7 sierpnia 1997          |
| W Wirginii, mężczyzna pod pseudonimem Nagabywacz, potrafi siłą woli zmusić kogoś do samobójstwa. Za każdym razem potrafi się wymknąć policji, bo na nich też wpływa. |    |                                 |                                                                                        |                  |                                             |                      |                          |
| 67 | 18 | Teso Dos Bichos                 | Teso Dos Bichos (DVD)Cmentarzysko zwierząt (Fox Polska)                                | Kim Manners      | John Shiban                                 | 8 marca 1996         | 14 sierpnia 1997         |
| Ekspedycja dr Roosevelta w Ekwadorze odnajduje szczątki Amaru – indiańskiej szamanki. Zabierają je stamtąd, pomimo że grozi to klątwą. Wkrótce pojawiają się pierwsze ofiary... |    |                                 |                                                                                        |                  |                                             |                      |                          |
| 68 | 19 | Hell Money                      | Piekielne pieniądze                                                                    | Tucker Gates     | Jeff Vlaming                                | 29 marca 1996        | 21 sierpnia 1997         |
| W chińskiej dzielnicy San Francisco zostaje spalony imigrant z Chin (nie pierwszy w tym roku). Okazuje się, że byli oni członkami gry, w której sprzedawali swoje narządy. |    |                                 |                                                                                        |                  |                                             |                      |                          |
| 69 | 20 | Jose Chung's 'From Outer Space' | Jose Chung „Z Kosmosu”                                                                 | Rob Bowman       | Darin Morgan                                | 12 kwietnia 1996     | 28 sierpnia 1997         |
| Dwoje nastolatków jadąc samochodem doznaje przeskoku w czasie. Po jakimś czasie, dziewczyna odnajduje się i ma obrażenia jak po zgwałceniu. Następnie odnajduje się i chłopak, którego policja oskarża o gwałt. Oboje jednak twierdzą, że zostali porwani przez kosmitów. |    |                                 |                                                                                        |                  |                                             |                      |                          |
| 70 | 21 | Avatar                          | Awatar                                                                                 | James Charleston | Howard Gordon, David Duchovny               | 26 kwietnia 1996     | 4 września 1997          |
| Zastępca Dyrektora Walter Skinner jest w trakcie rozwodu. Z tego powodu jest w depresji i idzie, z poznaną w barze dziewczyną, do hotelu. Następnego dnia, dziewczyna leży obok niego, ze skręconym karkiem. Mulder i Scully starają się pomóc Skinnerowi. |    |                                 |                                                                                        |                  |                                             |                      |                          |
| 71 | 22 | Quagmire                        | Grzęzawisko                                                                            | Kim Manners      | Kim Newton                                  | 3 maja 1996          | 11 września 1997         |
| W Georgii ginie w tajemniczych okolicznościach dr Bailey. Wcześniej zaginął również zastępowy harcerzy. Niektórzy miejscowi mieszkańcy są przekonani, że zjadł go potwór z pobliskiego bagna. |    |                                 |                                                                                        |                  |                                             |                      |                          |
| 72 | 23 | Wetwired                        | Pranie mózgu                                                                           | Rob Bowman       | Mat Beck                                    | 10 maja 1996         | 18 września 1997         |
| W Maryland dochodzi do serii tajemniczych zabójstw. Okazuje się, że jeden z ich sprawców, we wszystkich swoich ofiarach, widział twarz bośniackiego zbrodniarza wojennego. Wszystko wskazuje na to, że te przywidzenia, to efekt oglądania telewizji. |    |                                 |                                                                                        |                  |                                             |                      |                          |
| 73 | 24 | Talitha Cumi (Part 1)           | Powiadam ci, wstań (część 1) (DVD)Powiadam ci, wstań... (część 1) (Fox Polska)         | R.W. Goodwin     | Chris Carter, David Duchovny                | 17 maja 1996         | 25 września 1997         |
| Pewien mężczyzna w barze mówi przypadkowym gościom o swoich niepowodzeniach. Nagle, w akcie rozpaczy, zaczyna do nich strzelać. Świadek tego zdarzenia, Jeremiah Smith, cudownie uzdrawia postrzelonych. Tymczasem Palacz spotyka się z matką Muldera. Wkrótce potem pani Mulder doznaje rozległego udaru. |    |                                 |                                                                                        |                  |                                             |                      |                          |

## Seria 4 (1996–1997)
| № | Nr | Tytuł                              | Tytuł polski                                            | Reżyseria      | Scenariusz                                                | Premiera (FOX)       | Premiera w Polsce (TVP2) |
| --- | -- | ---------------------------------- | ------------------------------------------------------- | -------------- | --------------------------------------------------------- | -------------------- | ------------------------ |
| 74 | 1  | Herrenvolk (Part 2)                | Lepsza rasa (część 2)                                   | R.W. Goodwin   | Chris Carter                                              | 4 października 1996  | 2 października 1997      |
| Kontynuacja ostatniego odcinka trzeciej serii. Mulder i Jeremiah Smith uciekają przed mordercą i trafiają do wioski, w której pracują klony porwanych dzieci, również Samanthy. Scully odkrywa informacje nt. katalogowania ludzi, za pomocą Programu ds. Walki z Ospą. Informator Muldera – X – zostaje zamordowany. Palacz zleca uzdrowienie pani Mulder. Nową informatorką Muldera zostaje Marita Covarrubias. |    |                                    |                                                         |                |                                                           |                      |                          |
| 75 | 2  | Home                               | Dom                                                     | Kim Manners    | Glen Morgan, James Wong                                   | 11 października 1996 | 16 października 1997     |
| Agenci zajmują się sprawą znalezionego noworodka z wieloma deformacjami genetycznymi. W trakcie śledztwa, wychodzi na jaw, że w sąsiedztwie mieszka rodzina Peacocków, którzy od pokoleń płodzą dzieci tylko pomiędzy sobą. |    |                                    |                                                         |                |                                                           |                      |                          |
| 76 | 3  | Teliko                             | Teliko                                                  | Jim Charleston | Howard Gordon                                             | 18 października 1996 | 23 października 1997     |
| Teliko to afrykańskie duchy powietrza. Następuje seria tajemniczych zgonów czarnoskórych mężczyzn, których skóra została pozbawiona barwnika. |    |                                    |                                                         |                |                                                           |                      |                          |
| 77 | 4  | Unruhe                             | Niepokój                                                | Rob Bowman     | Vince Gilligan                                            | 27 października 1996 | 9 października 1997      |
| Pewna młoda kobieta robi zdjęcie do paszportu. Fotograf, który wywołał to zdjęcie zauważa, że na kliszy, twarz kobiety jest mocno zniekształcona. Te informacje prowadzą agentów FBI do człowieka o nienaturalnie długich nogach. |    |                                    |                                                         |                |                                                           |                      |                          |
| 78 | 5  | The Field Where I Died             | Pole, na którym poległem                                | Rob Bowman     | Glen Morgan, James Wong                                   | 3 listopada 1996     | 30 października 1997     |
| FBI dokonuje nalotu na sektę Efezjan, w poszukiwaniu arsenału broni. Podczas nalotu Mulder doznaje osobliwego wrażenia, jakby kiedyś już był w tym miejscu. Agenci przesłuchują kobiety z otoczenia guru sekty. Podczas przesłuchania jedna z żon guru, Melissa, doznaje rozszczepienia osobowości. Scully wierzy, że jest to tylko zaburzenie psychicznie, jednak Mulder podejrzewa, że w kobiecie uaktywniło się jej poprzednie wcielenie. Podczas ponownego pobytu na farmie, kobieta przypomina sobie wydarzenia z poprzedniego życia. Opowiada o bitwie z okresu wojny secesyjnej, twierdząc że w poprzednim wcieleniu Mulder brał udział w tej bitwie. |    |                                    |                                                         |                |                                                           |                      |                          |
| 79 | 6  | Sanguinarium                       | Sanguinarium                                            | Kim Manners    | Valerie Mayhew, Vivian Mayhew                             | 10 listopada 1996    | 6 listopada 1997         |
| Mulder i Scully badają sprawę kliniki chirurgii plastycznej, gdzie kilku lekarzy, nieświadomie, zabiło pacjentów podczas operacji. Okazuje się, że rozwiązanie ma związek z datami urodzin i sabatem czarownic. |    |                                    |                                                         |                |                                                           |                      |                          |
| 80 | 7  | Musings of a Cigarette Smoking Man | Wspomnienia Palacza                                     | James Wong     | Glen Morgan                                               | 17 listopada 1996    | 13 listopada 1997        |
| Odcinek poświęcony Palaczowi. Opowiada historię jego życia – o tym jak uczestniczył on w zamachu na prezydenta Kennedy’ego i Martina Luthera Kinga. Ujawnia również, że Palacz, pomimo wielu wad, ma talent literacki. |    |                                    |                                                         |                |                                                           |                      |                          |
| 81 | 8  | Tunguska (Part 1)                  | Tunguska (część 1) (DVD)Meteoryt (część 1) (Fox Polska) | Kim Manners    | Chris Carter, Frank Spotnitz                              | 24 listopada 1996    | 27 listopada 1997        |
| Agenci Mulder i Scully rozbijają grupę terrorystyczną. Okazuje się, że Krycek jest członkiem tej grupy. Agenci dostają od niego cynk, o tajnej przesyłce dyplomatycznej, którą ma przywieźć rosyjski kurier. Okazuje się ona być skałą pozaziemską i pochodzi z meteoru tunguskiego, który spadł na Ziemię w 1908 roku. Podczas badania w laboratorium wychodzi na jaw, że w skale znajdują się mikroby Czarnego Raka. Naukowiec badający meteoryt ulega zakażeniu. Krycek idzie na współpracę z agentami, żądając w zamian ochrony. Początkowo Mulder umieszcza Kryceka w swoim mieszkaniu, a wkrótce potem udają się do Rosji. Odkrywają gułag i kopalnie, w której wydobywa się fragmenty meteorytu tunguskiego. Od jednego z więźniów Mulder dowiaduje się, że w obozie przeprowadzane są nielegalne eksperymenty na ludziach. Celem badań jest opracowanie szczepionki przeciwko Czarnemu Rakowi. Krycek dogaduje się z władzami gułagu. Tymczasem Mulder zostaje zainfekowany Czarnym Rakiem. |    |                                    |                                                         |                |                                                           |                      |                          |
| 82 | 9  | Terma (Part 2)                     | Terma (część 2) (DVD)Termy (część 2) (Fox Polska)       | Jim Gross      | Chris Carter, Frank Spotnitz                              | 1 grudnia 1996       | 4 grudnia 1997           |
| Kontynuacja poprzedniego odcinka. W Rosji zostaje wydane polecenie, aby były członek KGB zabił wszystkich którzy mieli kontakt ze skałą w USA. Mulder i Krycek usiłują uciec z obozu pracy na Syberii. Ulegają oni jednak wypadkowi: Mulder znajduje schronienie u tubylców, natomiast Krycek, aby przeżyć, musi dać sobie odciąć rękę. |    |                                    |                                                         |                |                                                           |                      |                          |
| 83 | 10 | Paper Hearts                       | Papierowe serca                                         | Rob Bowman     | Vince Gilligan                                            | 15 grudnia 1996      | 20 listopada 1997        |
| Seryjny morderca, odsiadujący dożywocie twierdzi, że to on zamordował Samanthę. Mulder, aby odkryć prawdę, daje sobą pogrywać. |    |                                    |                                                         |                |                                                           |                      |                          |
| 84 | 11 | El Mundo Gira                      | Świat się kręci                                         | Tucker Gates   | John Shiban                                               | 12 stycznia 1997     | 11 grudnia 1997          |
| W Puerto Rico grasuje obcy, zwany przez mieszkańców El Chupacabra. Jest on podejrzany o morderstwo młodej dziewczyny. |    |                                    |                                                         |                |                                                           |                      |                          |
| 85 | 12 | Leonard Betts                      | Leonard Betts                                           | Kim Manners    | Vince Gilligan, John Shiban, Frank Spotnitz               | 26 stycznia 1997     | 8 stycznia 1998          |
| Pracownik karetki pogotowia, świetnie znający się na medycynie, „zabiera” komórki nowotworowe ludziom chorym na raka, aby sam mógł przeżyć. |    |                                    |                                                         |                |                                                           |                      |                          |
| 86 | 13 | Never Again                        | Nigdy więcej                                            | Rob Bowman     | Glen Morgan, James Wong                                   | 2 lutego 1997        | 15 stycznia 1998         |
| Pewien mężczyzna, który jest świeżo po rozwodzie, upija się w pubie i potem robi sobie tatuaż z napisem „never again” (nigdy więcej). Wkrótce zaczyna słyszeć głosy. Podejrzewa, że to właśnie tatuaż do niego mówi. |    |                                    |                                                         |                |                                                           |                      |                          |
| 87 | 14 | Memento Mori                       | Memento Mori (DVD)Pamiętaj o śmierci (Fox Polska)       | Rob Bowman     | Chris Carter, Frank Spotnitz, John Shiban, Vince Gilligan | 9 lutego 1997        | 22 stycznia 1998         |
| Scully dowiaduje się, że ma raka nosogardła. Okazuje się, że choroba może być wynikiem uprowadzenia. Kontaktuje się ona z kobietą, która także była uprowadzona i też ma raka. Mulder jest gotów poprosić o pomoc Palacza. |    |                                    |                                                         |                |                                                           |                      |                          |
| 88 | 15 | Kaddish                            | Kaddish (DVD)Modlitwa za zmarłych (Fox Polska)          | Kim Manners    | Howard Gordon                                             | 16 lutego 1997       | 18 grudnia 1997          |
| Zostaje zabity młody Żyd, właściciel sklepu. W czasie, gdy jego rodzina opłakuje śmierć, ktoś zaczyna zabijać sprawców tej zbrodni. Ślady wskazują właśnie na zabitego Żyda. |    |                                    |                                                         |                |                                                           |                      |                          |
| 89 | 16 | Unrequited                         | Bez wzajemności (DVD)Zawiedziony (Fox Polska)           | Michael Lange  | Howard Gordon, Chris Carter                               | 23 lutego 1997       | 19 lutego 1998           |
| Weteran wojny w Wietnamie, posiadający niezwykłą zdolność do ukrywania się przed ludzkim wzrokiem, zabija generałów, którzy odpowiadają za pozostawienie go na pewną śmierć w czasie wojny. |    |                                    |                                                         |                |                                                           |                      |                          |
| 90 | 17 | Tempus Fugit (Part 1)              | Tempus Fugit (DVD)Czas ucieka (część 1) (Fox Polska)    | Rob Bowman     | Chris Carter, Frank Spotnitz                              | 16 marca 1997        | 29 stycznia 1998         |
| Rozbija się pasażerski samolot. Mulder i Scully prowadzą w tej sprawie śledztwo. Okazuje się, że jednym z pasażerów, był stary znajomy agentów – Max Fening. Odkrywają oni, że samolot został zestrzelony wraz z UFO. |    |                                    |                                                         |                |                                                           |                      |                          |
| 91 | 18 | Max (Part 2)                       | Max (część 2)                                           | Kim Manners    | Chris Carter, Frank Spotnitz                              | 23 marca 1997        | 5 lutego 1998            |
| Kontynuacja poprzedniego odcinka. Mulder zostaje aresztowany, za utrudnianie śledztwa. Wojsko zaciera ślady po rozbiciu się UFO, usuwając wrak z jeziora. Wychodzi na jaw, że Obcy interesowali się właśnie Maxem. |    |                                    |                                                         |                |                                                           |                      |                          |
| 92 | 19 | Synchrony                          | Synchronizacja (DVD)Synchronia (Fox Polska)             | Jim Charleston | Howard Gordon, David Greenwalt                            | 13 kwietnia 1997     | 12 lutego 1998           |
| Młody naukowiec zostaje ostrzeżony przez starszego mężczyznę, że za chwilę potrąci go autobus. Tak się rzeczywiście dzieje. Okazuje się, że ów starszy człowiek przybył z przyszłości aby zapobiec wynalezieniu śmiertelnej broni. |    |                                    |                                                         |                |                                                           |                      |                          |
| 93 | 20 | Small Potatoes                     | Kicha (DVD)Nic ważnego (Fox Polska)                     | Cliff Bole     | Vince Gilligan                                            | 20 kwietnia 1997     | 26 lutego 1998           |
| Mulder i Scully zajmują się sprawą mężczyzny, który jest w stanie zmienić się w dowolnego człowieka. Jego znakiem rozpoznawczym jest jednak ogon, z którym się urodził. |    |                                    |                                                         |                |                                                           |                      |                          |
| 94 | 21 | Zero Sum                           | Zero Sum (DVD)Suma zerowa (Fox Polska)                  | Kim Manners    | Howard Gordon, Frank Spotnitz                             | 27 kwietnia 1997     | 5 marca 1998             |
| W Wirginii, pracownica poczty zostaje zabita w toalecie. FBI wszczyna śledztwo w tej sprawie. Tymczasem Skinner zaciera ślady i pali zwłoki. Mulder sam prowadzi dochodzenie, gdyż Scully jest w szpitalu – lekarze podejrzewają przerzuty. Skinner próbuje uzyskać lekarstwo dla Scully, w tym celu musi wykonywać polecania Palacza. Mulder odkrywa, że pszczoły które zabiły pracownice poczty przenoszą zmutowany wirus ospy. Syndykat przeprowadza pierwszą próbę ataku na ludziach z użyciem pszczół. Za cel wybierają przedszkole. |    |                                    |                                                         |                |                                                           |                      |                          |
| 95 | 22 | Elegy                              | Elegia                                                  | Jim Charleston | John Shiban                                               | 4 maja 1997          | 12 marca 1998            |
| W Waszyngtonie właściciel kręgielni widzi zjawę. Po chwili znajduje trupa dziewczyny, która mu się objawiła. Mulder i Scully prowadzą śledztwo w tej sprawie. Dowody doprowadzają ich do, chorego na autyzm, Harolda. |    |                                    |                                                         |                |                                                           |                      |                          |
| 96 | 23 | Demons                             | Demony                                                  | Kim Manners    | R.W. Goodwin                                              | 11 maja 1997         | 19 marca 1998            |
| Mulder budzi się w hotelu, w Rhode Island i nie pamięta niczego z ostatnich dwóch dni. Kiedy przyjeżdża Scully, trafiają do domku letniskowego państwa Cassandra i znajdują tam trupy właścicieli. Mulder nie dość, że zostaje aresztowany, to jeszcze oskarża swoją matkę o romans z Palaczem. |    |                                    |                                                         |                |                                                           |                      |                          |
| 97 | 24 | Gethsemane                         | Gethsemane (DVD)Getsemani (Fox Polska)                  | R.W. Goodwin   | Chris Carter                                              | 18 maja 1997         | 1 września 1998          |
| W Kanadzie grupa naukowców odnajduje zamarznięte zwłoki Obcego. Mulder wraz z towarzyszami sprowadza ciało do USA i przeprowadza amatorską sekcję. Tymczasem Scully aresztuje Michaela Kritschgau, który twierdzi, że ciało Obcego zostało spreparowane przez ludzi, którzy wstrzyknęli jej komórki rakowe. Scully identyfikuje zwłoki Muldera. |    |                                    |                                                         |                |                                                           |                      |                          |

## Seria 5 (1997–1998)
| № | Nr | Tytuł                          | Tytuł polski                                                                   | Reżyseria       | Scenariusz                                  | Premiera (FOX)    | Premiera w Polsce (TVP2) |
| --- | -- | ------------------------------ | ------------------------------------------------------------------------------ | --------------- | ------------------------------------------- | ----------------- | ------------------------ |
| 98 | 1  | Redux (Part 1)                 | Zmartwychwstanie (część 1)                                                     | R.W. Goodwin    | Chris Carter                                | 2 listopada 1997  | 8 września 1998          |
| Akcja odcinka rozpoczyna się bezpośrednio po wydarzeniach z finału czwartej serii. Okazuje się, że Mulder sfingował swoją własną śmierć, aby odkryć prawdę o Obcych. Michael Kritschgau zachwiał bowiem jego dotychczasową wiarą. Scully brnie w kłamstwa przed komisją, aby umożliwić Mulderowi działanie. Fox próbuje również znaleźć lekarstwo dla Dany.                               |    |                                |                                                                                |                 |                                             |                   |                          |
| 99 | 2  | Redux II (Part 2)              | Zmartwychwstanie (część 2)                                                     | Kim Manners     | Chris Carter                                | 9 listopada 1997  | 15 września 1998         |
| Kontynuacja poprzedniego odcinka. Stan Scully znacznie się pogarsza i ląduje ona w szpitalu. Palacz naprowadza Muldera, jak zdobyć lekarstwo dla Scully. Przyprowadza do niego również Samanthę i obiecuje ujawnienie prawdy o Obcych. Chce jednak, by Mulder odszedł z FBI i pracował dla niego. Nowotwór Scully ulega remisji.                                                          |    |                                |                                                                                |                 |                                             |                   |                          |
| 100 | 3  | Unusual Suspects               | Wyjątkowi podejrzani (DVD)Nietypowi podejrzani (Fox Polska)                    | Kim Manners     | Vince Gilligan                              | 16 listopada 1997 | 22 września 1998         |
| Odcinek poświęcony Samotnym Strzelcom. Historia zaczyna się w roku 1989, kiedy to Byers, Frohike i Langly poznają się, przy okazji pomocy w ucieczce pięknej kobiecie, Susanne Modeski, która okazuje się być groźną przestępczynią. Ściga ją Fox Mulder. |    |                                |                                                                                |                 |                                             |                   |                          |
| 101 | 4  | Detour                         | Objazd                                                                         | Brett Dowler    | Frank Spotnitz                              | 23 listopada 1997 | 29 września 1998         |
| Na Florydzie, w lesie dochodzi do zaginięcia trzech mężczyzn. Wszystko wskazuje na to, że porwał ich niewidzialny drapieżnik. |    |                                |                                                                                |                 |                                             |                   |                          |
| 102 | 5  | The Post-Modern Prometheus     | Postmodernistyczny Prometeusz                                                  | Chris Carter    | Chris Carter                                | 30 listopada 1997 | 6 października 1998      |
| Mulder dostaje list od kobiety z Indiany, która twierdzi, że 18 lat temu została zapłodniona w bardzo dziwnych okolicznościach. Teraz jest ponownie w ciąży i znów twierdzi, że zapłodnił ją potwór – Wielki Mutato. |    |                                |                                                                                |                 |                                             |                   |                          |
| 103 | 6  | Christmas Carol (Part 1)       | Kolęda (część 1)                                                               | Peter Markle    | Vince Gilligan, John Shiban, Frank Spotnitz | 7 grudnia 1997    | 13 października 1998     |
| Scully spędza święta Bożego Narodzenia wraz z matką, z bratem i jego żoną. W pewnym momencie dostaje dziwny telefon, w którym słyszy wołanie o pomoc, swojej nieżyjącej siostry. Prosi ona by zajęła się ona sprawą Emily Sin. Dana podejrzewa, że biologiczną matką dziewczynki jest właśnie Melissa.                                                                                    |    |                                |                                                                                |                 |                                             |                   |                          |
| 104 | 7  | Emily (Part 2)                 | Emily (część 2)                                                                | Kim Manners     | Frank Spotnitz, Vince Gilligan, John Shiban | 14 grudnia 1997   | 20 października 1998     |
| Kontynuacja poprzedniego odcinka. Okazuje się, że to Dana jest matką Emily. Scully stara się o adopcję dziewczynki. Niestety, Emily ma wysoką gorączkę i jej stan znacznie się pogarsza. Mulder usiłuje znaleźć informację nt. jej wcześniejszego leczenia. Jest już jednak za późno – dziewczynka zapada w śpiączkę i umiera na rzadki rodzaj anemii.                                    |    |                                |                                                                                |                 |                                             |                   |                          |
| 105 | 8  | Kitsunegari                    | Polowanie na lisa                                                              | Daniel Sackheim | Vince Gilligan, Tim Minear                  | 4 stycznia 1998   | 27 października 1998     |
| Z więziennego szpitala ucieka Robert Modell – Nagabywacz, który został wcześniej aresztowany przez Muldera. Ma on zdolność do narzucania swojej woli innym. Modell rozpoczyna Kitsunegari – polowanie na lisa (Fox = lis). |    |                                |                                                                                |                 |                                             |                   |                          |
| 106 | 9  | Schizogeny                     | Osobowość schizoidalna                                                         | Ralph Hemecker  | Jessica Scott, Mike Wollaeger               | 11 stycznia 1998  | 3 listopada 1998         |
| W Michigan pewien nastolatek jest podejrzany o zabicie swojego ojczyma. W szkole jest uważany za ofermę i Mulder nie wierzy w jego winę. Kilka dni później ojciec jego przyjaciółki, Lisy również ginie w tajemniczych okolicznościach. |    |                                |                                                                                |                 |                                             |                   |                          |
| 107 | 10 | Chinga                         | Chinga                                                                         | Kim Manners     | Chris Carter, Stephen King                  | 8 lutego 1998     | 10 listopada 1998        |
| Scully przebywa na wakacjach w Maine, gdzie jest świadkiem dziwnego zdarzenia w hipermarkecie. Wszyscy w środku doznają ataku szału i zaczynają wydrapywać sobie oczy. Trop prowadzi do Melissy Turner, która uważna jest za wiedźmę, i jej córki. |    |                                |                                                                                |                 |                                             |                   |                          |
| 108 | 11 | Kill Switch                    | Egzekutor                                                                      | Rob Bowman      | William Gibson, Tom Maddox                  | 15 lutego 1998    | 17 listopada 1998        |
| W Waszyngtonie, w barze spotykają się handlarze narkotyków, by zabić człowieka, który jest im winny pieniądze. Po chwili wpada tam policja i rozpętuje się strzelanina. Mulder i Scully znajdują tam komputer pewnego informatycznego geniusza i sądzą, że jego obecność tam nie była przypadkowa.                                                                                        |    |                                |                                                                                |                 |                                             |                   |                          |
| 109 | 12 | Bad Blood                      | Zła krew                                                                       | Cliff Bole      | Vince Gilligan                              | 22 lutego 1998    | 24 listopada 1998        |
| W Teksasie, Mulder zabija człowieka, który udawał wampira. Wraz ze Scully, mają stanąć przed Skinnerem żeby przedstawić mu raport. Starają się więc wiernie odtworzyć przebieg wydarzeń. Cały odcinek zabarwiony jest lekką nutką humoru. |    |                                |                                                                                |                 |                                             |                   |                          |
| 110 | 13 | Patient X (Part 1)             | Pacjent X (część 1) (DVD)Pacjentka X (część 1) (Fox Polska)                    | Kim Manners     | Chris Carter, Frank Spotnitz                | 1 marca 1998      | 1 grudnia 1998           |
| W Kazachstanie dwóch chłopców widzi jak coś spada z nieba. Chwilę potem wszystko staje w płomieniach. Następnego dnia Marita Covarrubias widzi tam Kryceka. Tymczasem Scully poznaje Cassandrę Spender – kobietę wielokrotnie porywaną przez kosmitów, a także jej syna Jeffreya – agenta FBI.                                                                                            |    |                                |                                                                                |                 |                                             |                   |                          |
| 111 | 14 | The Red and the Black (Part 2) | Czerwony i czarny (DVD)Czerwone i czarne (część 2) (Fox Polska)                | Chris Carter    | Chris Carter, Frank Spotnitz                | 8 marca 1998      | 8 grudnia 1998           |
| Kontynuacja poprzedniego odcinka. Scully budzi się z lekkimi oparzeniami, jednak wielu ludzi na moście zostało spalonych, a Cassandra Spender zaginęła. Dana postanawia się więc poddać hipnozie, aby przywrócić wspomnienia. Członkowie Syndykatu odkrywają, że podpalaczami byli kosmici-rebelianci bez twarzy.                                                                         |    |                                |                                                                                |                 |                                             |                   |                          |
| 112 | 15 | Travelers                      | Podróżnicy                                                                     | Bill Graham     | John Shiban, Frank Spotnitz                 | 29 marca 1998     | 15 grudnia 1998          |
| Akcja dzieje się w roku 1990. W tym właśnie czasie młody agent FBI, Fox Mulder, zaczyna się interesować jedną z pierwszych spraw Archiwum X z 1952 roku, w którą może być zamieszany jego ojciec. |    |                                |                                                                                |                 |                                             |                   |                          |
| 113 | 16 | Mind’s Eye                     | Oko umysłu (DVD)Oczyma duszy (Fox Polska)                                      | Kim Manners     | Tim Minnear                                 | 19 kwietnia 1998  | 22 grudnia 1998          |
| Mulder i Scully prowadzą sprawę morderstwa w stanie Delaware. Wszystkie dowody wskazują na to, że podejrzaną jest niewidoma kobieta. Mulder jednak nie wierzy w jej winę. |    |                                |                                                                                |                 |                                             |                   |                          |
| 114 | 17 | All Souls                      | Wszystkie dusze                                                                | Rob Bowman      | Frank Spotnitz, John Shiban                 | 26 kwietnia 1998  | 29 grudnia 1998          |
| Pewnej nocy, szesnastoletnia, upośledzona umysłowo i fizycznie, dziewczyna wychodzi o własnych siłach na ulicę. Jej przybrany ojciec widzi jak klęka przed Czarną Figurą, później rozbłyskuje silne światło i dziewczyna pada martwa. O pomoc w rozwiązaniu tej zagadki prosi Scully znajomy ksiądz – ojciec McCue.                                                                       |    |                                |                                                                                |                 |                                             |                   |                          |
| 115 | 18 | The Pine Bluff Variant         | Odmiana z Pine Bluff (DVD)Wariant z Pine Bluff (Fox Polska)                    | Rob Bowman      | Frank Spotnitz, John Shiban                 | 3 maja 1998       | 5 stycznia 1999          |
| Dwunastu agentów FBI obserwuje w parku podejrzanego o rozprzestrzenianie broni biologicznej. W pewnym momencie podejrzany ucieka. Scully podejrzewa, że Mulder pozwolił mu uciec. Okazuje się, że bierze on udział w ściśle tajnej operacji i jest podwójnym agentem. |    |                                |                                                                                |                 |                                             |                   |                          |
| 116 | 19 | Folie a Deux                   | Szaleństwo dzielone we dwojeFolie a Deux (DVD)Paranoja Indukowana (Fox Polska) | Rob Bowman      | Vince Gilligan                              | 10 maja 1998      | 12 stycznia 1999         |
| W Illinois Gary Lambert widzi jak jego szef zamienia ludzi w zombie. Sfrustrowany tym faktem, bierze zakładników, w tym przybyłego na miejsce Muldera. W czasie akcji FBI, napastnik ginie, lecz Mulder również zaczyna widzieć ludzi jako zombie. |    |                                |                                                                                |                 |                                             |                   |                          |
| 117 | 20 | The End                        | Koniec                                                                         | R.W. Goodwin    | Chris Carter                                | 17 maja 1998      | 19 stycznia 1999         |
| Agenci zajmują się sprawa morderstwa rosyjskiego mistrza w czasie meczu szachowego. Rozgrywał on mecz z pewnym genialnym dwunastolatkiem, Gibsonem Praisem. Mulder, Scully i Diana Fowley prowadzą śledztwo w tej sprawie i okazuje się, że to chłopiec był celem zamachu. Tymczasem Krycek, na polecenie Syndykatu, sprowadza do kraju Palacza. Ten mówi Spenderowi, że jest jego ojcem. |    |                                |                                                                                |                 |                                             |                   |                          |

## Z archiwum X: Pokonać przyszłość (1998)
| Nr | Tytuł                         | Tytuł polski                     | Reżyseria  | Scenariusz                   | Premiera        | Premiera w Polsce |
| -- | ----------------------------- | -------------------------------- | ---------- | ---------------------------- | --------------- | ----------------- |
| F1 | The X-Files: Fight the Future | Z Archiwum X: Pokonać przyszłość | Rob Bowman | Chris Carter, Frank Spotnitz | 19 czerwca 1998 | 25 września 1998  |

## Seria 6 (1998−1999)
| № | Nr | Tytuł                          | Tytuł polski                                                                         | Reżyseria       | Scenariusz                                  | Premiera (FOX)    | Premiera w Polsce (TVP2) |
| --- | -- | ------------------------------ | ------------------------------------------------------------------------------------ | --------------- | ------------------------------------------- | ----------------- | ------------------------ |
| 118 | 1  | The Beginning                  | Początek                                                                             | Kim Manners     | Chris Carter                                | 8 listopada 1998  | 2 września 1999          |
| Akcja dzieje się bezpośrednio po wydarzeniach z filmu pełnometrażowego. W Phoenix ginie człowiek którego ciało zostało rozerwane. Palacz wie, że to robota Obcego i szuka go z pomocą Gibsona Praisa. Tymczasem Mulder stara się odzyskać akta Archiwum X, które spłonęły w pożarze, jednak do pracy tam zostają skierowani Diana Fowley i Jeffrey Spender. |    |                                |                                                                                      |                 |                                             |                   |                          |
| 119 | 2  | Drive                          | Przejażdżka                                                                          | Rob Bowman      | Vince Gilligan                              | 15 listopada 1998 | 9 września 1999          |
| W Nevadzie pan Crump wiezie swoją żonę z szaleńczą prędkością. Kiedy zatrzymuje ich policja, żona Crumpa umiera na skutek rozerwania głowy. Samemu Crumpowi też to grozi, więc porywa Muldera i każe mu jechać na zachód. Jedyne co może go uratować, to przekłucie ucha środkowego. |    |                                |                                                                                      |                 |                                             |                   |                          |
| 120 | 3  | Triangle                       | Trójkąt                                                                              | Chris Carter    | Chris Carter                                | 22 listopada 1998 | 16 września 1999         |
| Mulder trafia na statek „Królowa Anna”, który zaginął w czasie drugiej wojny światowej na obszarze Trójkąta Bermudzkiego. Jednak czas na tym okręcie się zatrzymał i wciąż jest tam wrzesień 1939 roku. |    |                                |                                                                                      |                 |                                             |                   |                          |
| 121 | 4  | Dreamland (Part 1)             | Kraina snów (część 1)                                                                | Kim Manners     | Vince Gilligan, John Shiban, Frank Spotnitz | 29 listopada 1998 | 23 września 1999         |
| Mulder i Scully jadą do Nevady w celu spotkania się z informatorem, który ma im przekazać informacje nt. Strefy 51. W drodze jednak, zostają zatrzymani przez Morrisa Fletchera, z organizacji Majestic. W trakcie spotkania dochodzi do przelotu UFO, skutkiem czego, Mulder i Fletcher zamieniają się ciałami. |    |                                |                                                                                      |                 |                                             |                   |                          |
| 122 | 5  | Dreamland II (Part 2)          | Kraina snów (część 2)                                                                | Kim Manners     | Vince Gilligan, John Shiban, Frank Spotnitz | 6 grudnia 1998    | 30 września 1999         |
| Kontynuacja poprzedniego odcinka. Mulder zostaje aresztowany. Scully w pewnym momencie orientuje się kim jest jej partner. Stara się pomóc Mulderowi, za co zostaje dyscyplinarnie zwolniona z FBI. Tymczasem przybywa ofiar tych zamian. Scully zauważa również, że to zjawisko zaczyna się cofać. |    |                                |                                                                                      |                 |                                             |                   |                          |
| 123 | 6  | How The Ghosts Stole Christmas | O duchu, który ukradł święta (DVD)O duchu, który skradł Boże Narodzenie (Fox Polska) | Chris Carter    | Chris Carter                                | 13 grudnia 1998   | 23 grudnia 1999          |
| W Wigilię, Mulder zabiera Scully do Maryland, do domu, w którym straszy. Dokonano w nim kiedyś podwójnego morderstwa – kochankowie zabili się nawzajem. Para agentów znajduje pod podłogą dwa trupy. Były one ubrane tak samo jak oni. |    |                                |                                                                                      |                 |                                             |                   |                          |
| 124 | 7  | Terms of Endearment            | Czułe słówka                                                                         | Rob Bowman      | David Amann                                 | 3 stycznia 1999   | 7 października 1999      |
| Młoda matka zostaje oskarżona o morderstwo swojego nowo narodzonego dziecka. Jednak ona twierdzi, że przyśniło jej się jak demon porywa noworodka. |    |                                |                                                                                      |                 |                                             |                   |                          |
| 125 | 8  | The Rain King                  | Król deszczu                                                                         | Kim Manners     | Jeffrey Bell                                | 10 stycznia 1999  | 14 października 1999     |
| W małym miasteczku, w Kansas, Mulder i Scully prowadzą śledztwo w zagadkowej sprawie. Otóż pewien człowiek jest tam uważany za zaklinacza deszczu. Wszystkiemu zaś towarzyszą perturbacje uczuciowe bohaterów. |    |                                |                                                                                      |                 |                                             |                   |                          |
| 126 | 9  | S.R. 819                       | Ustawa senatu nr 819                                                                 | Daniel Sackheim | John Shiban                                 | 17 stycznia 1999  | 28 października 1999     |
| Do szpitala zostaje przyjęty dyrektor Skinner, z ciężkimi objawami – we wszystkich jego żyłach są zakrzepy, które grożą zawałem. Scully stara się mu pomóc i czuwa przy jego łóżku. Mulder za to stara się wyjaśnić co spowodowało u przełożonego taki stan. Okazuje się, że ma to związek z ustawą 819, dotyczącą nanotechnologii. |    |                                |                                                                                      |                 |                                             |                   |                          |
| 127 | 10 | Tithonus                       | Tithonus (DVD)Titonos (Fox Polska)                                                   | Michael Watkins | Vince Gilligan                              | 24 stycznia 1999  | 21 października 1999     |
| Scully dostaje od Kersha ostatnią szansę i zostaje przydzielona do agenta Paytona Rittera. Ma mu pomóc w rozpracowaniu sprawy fotografa, który, dziwnym zbiegiem okoliczności, zawsze jest pierwszy na miejscu zbrodni. W tajemnicy przed innymi, w sprawie pomaga jej również Mulder. |    |                                |                                                                                      |                 |                                             |                   |                          |
| 128 | 11 | Two Fathers (Part 1)           | Dwóch ojców (część 1)                                                                | Kim Manners     | Chris Carter, Frank Spotnitz, Jeffrey Bell  | 7 lutego 1999     | 4 listopada 1999         |
| FBI odnajduje Cassandrę Spender, która była operowana przez lekarzy, którzy spłonęli. Ona koniecznie chce się widzieć z Mulderem. Mówi jemu i Scully, że jest pierwszą hybrydą człowieka z Obcym. Palacz spotyka się z członkami Syndykatu i mówi o zbliżającej się inwazji. Jeffrey Spender dostaje kolejne polecenie od ojca i doprowadza do zwolnienia Muldera i Scully. Palacz prosi o pomoc Dianę Fowley, natomiast Cassandra twierdzi, że Mulder musi ją zabić by uratować świat. |    |                                |                                                                                      |                 |                                             |                   |                          |
| 129 | 12 | One Son (Part 2)               | Jeden syn (część 2)                                                                  | Rob Bowman      | Chris Carter, Frank Spotnitz                | 14 lutego 1999    | 18 listopada 1999        |
| Kontynuacja poprzedniego odcinka. Mulder nie mógł zabić Cassandry. W chwili gdy chciał to zrobić, Diana Fowley poddała jego, ją i Scully, kwarantannie i przewiozła do ośrodka. Mulder spotkał tam Maritę Covarrubias. Wkrótce potem, Palacz wyjawia mu prawdę o Obcych i o kolonizacji. Jednak zamiast Obcych, pojawiają się Rebelianci i zabijają wszystkich członków Syndykatu i ich rodziny, a także Cassandrę. Jedynie Palacz przeżył i udał się do Jeffreya by go zabić.          |    |                                |                                                                                      |                 |                                             |                   |                          |
| 130 | 13 | Agua Mala                      | Zła woda                                                                             | Rob Bowman      | David Amann                                 | 21 lutego 1999    | 2 grudnia 1999           |
| Na Florydzie szaleje huragan. W małym miasteczku zostaje zamordowane kilka osób. Ich ciała zostały wessane do kanalizacji przez nieznanego pasożyta. Gdy Mulder i Scully przybywają, huragan przybiera na sile i drogi stają się nieprzejezdne. Agenci zostają uwięzieni. |    |                                |                                                                                      |                 |                                             |                   |                          |
| 131 | 14 | Monday                         | Poniedziałek                                                                         | Kim Manners     | John Shiban, Vince Gilligane                | 28 lutego 1999    | 9 grudnia 1999           |
| W tym odcinku świat wpada w pętlę czasową i ten sam dzień (poniedziałek) powtarza się cały czas. Tego dnia Mulder i Scully idą do banku, by zrealizować czek. Bank zostaje opanowany przez terrorystę, który wszystkich zabija. Tylko jedna kobieta widzi powtarzające się wydarzenia i próbuje je powstrzymać. |    |                                |                                                                                      |                 |                                             |                   |                          |
| 132 | 15 | Arcadia                        | Arkadia                                                                              | Michael Watkins | Daniel Arkin                                | 7 marca 1999      | 25 listopada 1999        |
| W Kalifornii, na pewnym idyllicznym osiedlu dochodzi do serii zaginięć. Mulder i Scully mają za zadanie zinfiltrować mieszkańców podając się za nowożeńców – Roba i Laurę Petrie. |    |                                |                                                                                      |                 |                                             |                   |                          |
| 133 | 16 | Alpha                          | Alfa                                                                                 | Peter Markle    | Jeffrey Bell                                | 28 marca 1999     | 16 grudnia 1999          |
| Azjatycki pies, Wanshong Dhale, który był uważany za gatunek wymarły, zabija kilku ludzi. Mulder i Scully starają się złapać bardzo niebezpieczne zwierzę z miejscowym szeryfem i ekscentrycznym łowcą. |    |                                |                                                                                      |                 |                                             |                   |                          |
| 134 | 17 | Trevor                         | Trevor                                                                               | Rob Bowman      | Ken Hawryliw, Jim Guttridge                 | 11 kwietnia 1999  | 30 grudnia 1999          |
| W więzieniu, w czasie tornada, groźny przestępca – Pinker – zabija strażnika i ucieka. Okazuje się, że może on przenikać przez ściany, a teraz szuka swojej byłej dziewczyny, która urodziła jego dziecko. |    |                                |                                                                                      |                 |                                             |                   |                          |
| 135 | 18 | Milagro                        | Cud                                                                                  | Kim Manners     | Chris Carter, Frank Spotnitz, John Shiban   | 18 kwietnia 1999  | 13 stycznia 2000         |
| Następuje seria morderstw, w których ofiary mają usuwane serca. Okazuje się, że sąsiad Muldera jest pisarzem, który opisuje właśnie te morderstwa. Scully jest nim zafascynowana. |    |                                |                                                                                      |                 |                                             |                   |                          |
| 136 | 19 | The Unnatural                  | Nienaturalny                                                                         | David Duchovny  | David Duchovny                              | 25 kwietnia 1999  | 27 stycznia 2000         |
| Mulder interesuje się sprawą z 1947 roku, kiedy to młody oficer, Arthur Dales, zostaje zobligowany do ochrony czarnoskórego baseballisty. Gracz ten jest wielką nadzieją Czarnych na grę w zawodowej lidze, lecz polują na niego członkowie Ku Klux Klanu. |    |                                |                                                                                      |                 |                                             |                   |                          |
| 137 | 20 | Three of a Kind                | Trójka (DVD)Spiskowa trójca (Fox Polska)                                             | Bryan Spicer    | Vince Gilligan, John Shiban                 | 2 maja 1999       | 20 stycznia 2000         |
| Drugi odcinek poświęcony Samotnym Strzelcom. Kontynuacja wątków przedstawionych w odcinku 100. Po dziesięciu latach od konferencji w Baltimore, gdzie się poznali, przyjeżdżają na kolejną konferencję do Las Vegas, w poszukiwaniu Susanne Modeski – miłości Byersa. Kiedy ją tam znajdują, Byers zaczyna podejrzewać, że poddano ją praniu mózgu. |    |                                |                                                                                      |                 |                                             |                   |                          |
| 138 | 21 | Field Trip                     | Praca w terenie (DVD)Wyjazd w teren (Fox Polska)                                     | Kim Manners     | Vince Gilligan, John Shiban                 | 9 maja 1999       | 3 lutego 2000            |
| W Karolinie Północnej Mulder i Scully znajdują szkielety małżeństwa. Wszystko wskazuje na to, że zostali strawieni przez organiczną substancję, o składzie podobnym do soków trawiennych. Oboje agentów ma jednak potem dziwne halucynacje. |    |                                |                                                                                      |                 |                                             |                   |                          |
| 139 | 22 | Biogenesis (Part 1)            | Biogeneza (część 1)                                                                  | Rob Bowman      | Chris Carter, Frank Spotnitz                | 16 maja 1999      | 10 lutego 2000           |
| W Wybrzeżu Kości Słoniowej znalezione zostają starożytne artefakty, zawierające litery w zaszyfrowanym języku. Badający to doktorzy zostają zabici, więc w sprawę angażują się Mulder i Scully. Okazuje się, że tajemnicze znaki są w języku Indian Navajo, więc agenci zwracają się o pomoc do Alberta Hosteena, który jest jednak ciężko chory na raka. Mulder cierpi na straszliwe bóle głowy z powodu tych tabliczek i ląduje w szpitalu psychiatrycznym.                           |    |                                |                                                                                      |                 |                                             |                   |                          |

## Seria 7 (1999–2000)
| № | Nr | Tytuł                                       | Tytuł polski                                          | Reżyseria        | Scenariusz                                  | Premiera (FOX)    | Premiera w Polsce (TVP2) |
| --- | -- | ------------------------------------------- | ----------------------------------------------------- | ---------------- | ------------------------------------------- | ----------------- | ------------------------ |
| 140 | 1  | The Sixth Extinction (Part 2)               | Szósta zagłada (część 2)                              | Kim Manners      | Chris Carter, Frank Spotnitz                | 7 listopada 1999  | 2 listopada 2000         |
| Kontynuacja ostatniego odcinka szóstej serii. Stan Muldera znacznie się pogarsza. Czuwa przy nim Skinner. Z niespodziewaną pomocą przychodzi Michael Kritschgau. We wszystko miesza się Diana Fowley, która gra na dwa fronty. Scully, po badaniach nad artefaktem, wraca do USA by pomóc Mulderowi odzyskać siły. |    |                                             |                                                       |                  |                                             |                   |                          |
| 141 | 2  | The Sixth Extinction II: Amor Fati (Part 3) | Szósta zagłada: Poddany miłości (część 3)             | Michael Watkins  | David Duchovny, Chris Carter                | 14 listopada 1999 | 9 listopada 2000         |
| Kontynuacja poprzedniego odcinka. Do Muldera przychodzi jego matka. Wkrótce potem odwiedza go również Palacz i mówi mu, że jest jego ojcem. Zabiera go do innego szpitala i chce zamienić jego materiał genetyczny ze swoim, by móc stać się hybrydą. Skinner jest szantażowany przez Kryceka. Diana pomaga Scully znaleźć Muldera. Kiedy Mulder wraca do zdrowia dowiaduje się, że Fowley i pan Hosteen nie żyją. |    |                                             |                                                       |                  |                                             |                   |                          |
| 142 | 3  | Hungry                                      | Głodny                                                | Kim Manners      | Vince Gilligan                              | 21 listopada 1999 | 16 listopada 2000        |
| W bagażniku porzuconego samochodu zostają znalezione zwłoki mężczyzny pozbawionego mózgu. Plakietka leżąca obok ciała naprowadza agentów na trop miejscowego fast-foodu o nazwie „Lucky Boy”. Podejrzenia padają na jednego z pracowników, który ma za sobą wyrok, jednak Mulder sądzi, że sprawcą jest mutant odczuwający niepohamowany apetyt na mięso. |    |                                             |                                                       |                  |                                             |                   |                          |
| 143 | 4  | Millennium                                  | Millennium                                            | Tom Wright       | Vince Gilligan, Frank Spotnitz              | 28 listopada 1999 | 23 listopada 2000        |
| Odcinek nawiązujący do innego serialu ze stajni Chrisa Cartera – „Millennium”. Pojawia się w nim Frank Black, do którego Scully i Mulder zwracają się o pomoc w rozpracowaniu kilku przypadków zbezczeszczenia grobów byłych agentów FBI, którzy popełnili samobójstwo. Ślady magicznych obrzędów w pobliżu grobów wskazują, iż grupa Millenium nie zaprzestała dążenia do wywołania Armageddonu wraz z nastaniem 2000 roku i że ktoś pragnie powołać z martwych Czterech Jeźdźców Apokalipsy, którzy poprowadzą powstanie innych umarłych w Dzień Sądu. |    |                                             |                                                       |                  |                                             |                   |                          |
| 144 | 5  | Rush                                        | Pęd                                                   | Rob Lieberman    | David Amann                                 | 5 grudnia 1999    | 30 listopada 2000        |
| Na obrzeżach spokojnego miasteczka znajdują się zapadłe jaskinie i ukryte rozpadliny, które są, jak się wydaje, siedliskiem potężnej elektromagnetycznej siły. Korzystanie z niej daje umiejętności znacznie przekraczające te normalnie posiadane przez ludzkie ciało. Umiejętności te przejmuje kilkoro nastolatków, jednak niektórzy z nich nie chcą ich wykorzystać we właściwy sposób. |    |                                             |                                                       |                  |                                             |                   |                          |
| 145 | 6  | The Goldberg Variation                      | Wariacja Goldbergowska                                | Thomas J. Wright | Jeffrey Bell                                | 12 grudnia 1999   | 7 grudnia 2000           |
| Trwa rozgrywka pokerowa w luksusowej siedzibie mafijnego bossa, niejakiego Cutrona. Niepozorny i nieco zdenerwowany mężczyzna, Henry, który – jak się wydaje – gra po raz pierwszy, zbiera w ręku małego pokera i wygrywa sto tysięcy dolarów. Mafia w przekonaniu, iż Henry ją wykiwał, wyrzuca nieszczęśnika z okna na trzydziestym piętrze. Dziwnym trafem jednak mężczyzna wychodzi z upadku bez szwanku. Mulder podejrzewa, że mężczyzna ma nieustające szczęście. |    |                                             |                                                       |                  |                                             |                   |                          |
| 146 | 7  | Orison                                      | Orison                                                | Rob Bowman       | Chip Johannessen                            | 9 stycznia 2000   | 14 grudnia 2000          |
| Kontynuacja wątku z odcinka „Irresistible” z drugiego sezonu Archiwum. Skazany na dożywocie seryjny morderca i nekrofil, Donnie Pfaster, z którego rąk niegdyś Scully ledwie co uszła z życiem, ucieka z więzienia za sprawą hipnotycznych właściwości więziennego kapelana. Jest udręczony długim postem i chce jak najszybciej zaspokoić swoją żądzę zabijania, a przede wszystkim – dokończyć to, czego nie pozwolono mu zrobić przed laty. Prześladowana przez piosenkę „Don't look any further” Scully ponownie ma wrażenie, że w jej życiu ścierają się siły dobra i zła. |    |                                             |                                                       |                  |                                             |                   |                          |
| 147 | 8  | The Amazing Maleeni                         | Niesamowity Maleeni                                   | Thomas J. Wright | Vince Gilligan, John Shiban, Frank Spotnitz | 16 stycznia 2000  | 21 grudnia 2000          |
| Magik o pseudonimie Niesamowity Maleeni daje pokaz, w którym głównym punktem programu jest obrót głowy o 360 stopni. Jednak zaraz potem zostaje znaleziony martwy w swoim samochodzie, z głową oddzieloną od tułowia. Okazuje się, że niefortunny iluzjonista miał brata – bliźniaka, który jednak miał wypadek, w którym stracił nogi. Mulder podejrzewa, że w całej sprawie, chodzi o długi karciane. |    |                                             |                                                       |                  |                                             |                   |                          |
| 148 | 9  | Signs and Wonders                           | Znaki i cuda                                          | Kim Manners      | Jeffrey Bell                                | 23 stycznia 2000  | 18 stycznia 2001         |
| Młody członek lokalnej społeczności, niewielkiej i zgromadzonej wokół miejscowej parafii, ginie od ukąszeń grzechotników. Okazuje się, że wraz ze swoją spodziewającą się dziecka dziewczyną odszedł niedawno ze zgromadzenia Kościoła Bożego Znaków i Cudów, gdzie elementem liturgii jest taniec z jadowitymi wężami. Jednak ci, którzy wydają się najbardziej oczywistymi podejrzanymi, nie muszą być faktycznie winni. |    |                                             |                                                       |                  |                                             |                   |                          |
| 149 | 10 | Sein und Zeit (Part 1)                      | Bycie i czas (część 1)                                | Michael Watkins  | Chris Carter, Frank Spotnitz                | 6 lutego 2000     | 28 grudnia 2000          |
| Rodzice małej Amber Lynn LaPiere odchodzą od zmysłów, gdy ich córka znika nagle z sypialni. W sprawie jest sporo dziwnych elementów – ojciec ma wizję, w której widzi Amber martwą, a matka w swoistym transie pisze list, rzekomo od porywacza. Sprawa okazuje się być dla Muldera ciężką próbą, gdyż przypomina mu casus zniknięcia jego siostry, Samanthy. Na domiar złego, matka Foxa popełnia samobójstwo. Ten i następny odcinek są hołdem dla rodzin uprowadzanych i zamordowanych dzieci. Przywołują przykłady porwań: Amber Hagerman, (jej porwanie spowodowało wprowadzenie AMBER Alert – natychmiastowego informowania mediów o każdym podejrzanym zniknięciu dziecka), Polly Klaas oraz JonBenét Ramsey. |    |                                             |                                                       |                  |                                             |                   |                          |
| 150 | 11 | Closure (Part 2)                            | Zamknięcie (część 2)                                  | Kim Manners      | Chris Carter, Frank Spotnitz                | 13 lutego 2000    | 4 stycznia 2001          |
| Kontynuacja poprzedniego odcinka. Mulder zmaga się z bolesną świadomością, iż samobójcza śmierć matki nie pozwoliła im wyjaśnić sobie wielu rzeczy i że wiedziała ona więcej o porwaniu Samanthy, niż mu kiedykolwiek zdradziła. Z pomocą jasnowidza, którego zdolności przebudziły się po osobistej tragedii – gdy bez śladu zniknął jego synek – Mulder odbudowuje krok po kroku zdarzenia sprzed lat. Okazuje się, że Samantha była przetrzymywana w ośrodku rządowym, z którego uciekła i wkrótce potem zmarła. Kiedy Mulder się o tym dowiaduje, odnajduje wreszcie spokój, którego tak długo szukał. |    |                                             |                                                       |                  |                                             |                   |                          |
| 151 | 12 | X-Cops                                      | Z archiwum policji (DVD)Jak w serialu (Fox Polska)    | Michael Watkins  | Vince Gilligan                              | 20 lutego 2000    | 11 stycznia 2001         |
| Pomysłowy odcinek zrealizowany na wzór serialu dokumentalnego „Cops”, w którym kamera towarzyszy na żywo poczynaniom amerykańskich policjantów w czasie służby. Obiektem śledztwa jest niezidentyfikowane stworzenie, grasujące w czasie pełni, które potrafi przyjąć dowolną, najbardziej w danym momencie przerażającą dla ofiary formę. Strach jest tak rzeczywisty, że potrafi zabić. |    |                                             |                                                       |                  |                                             |                   |                          |
| 152 | 13 | First Person Shooter                        | FPS (DVD)Strzelanka (Fox Polska)                      | Chris Carter     | William Gibson, Tom Maddox                  | 27 lutego 2000    | 25 stycznia 2001         |
| W testowaną tuż przed wypuszczeniem na rynek grę komputerową wkrada się niepokojący błąd. Nagle w grze pojawia się urodziwa i niezniszczalna superkobieta, która bez wahania wykańcza przeciwników. Problem jednak, że nie umierają jedynie w świecie wirtualnym, a ich doznane w grze obrażenia są prawdziwe. Samotni Strzelcy, którzy brali udział w pracach nad projektem, zwracają się o pomoc do Komórki X. Kiedy Mulder zostaje uwięziony w wirtualnym świecie, Scully wypowiada wojnę niebezpiecznej wersji Lary Croft. |    |                                             |                                                       |                  |                                             |                   |                          |
| 153 | 14 | Theef                                       | Złodziej                                              | Kim Manners      | Vince Gilligan, John Shiban, Frank Spotnitz | 12 marca 2000     | 1 lutego 2001            |
| Za pomocą ludowej magii pewien mężczyzna mści się na lekarzu, którego uważa za sprawcę śmierci swojej córki. Chce go ukarać, ściągając na rodzinę obiektu swojej nienawiści rzadko spotykane i trudne do wyleczenia choroby. |    |                                             |                                                       |                  |                                             |                   |                          |
| 154 | 15 | En Ami                                      | Przyjaciel                                            | Rob Bowman       | William B. Davis                            | 19 marca 2000     | 8 lutego 2001            |
| Scully jest zaintrygowana cudownym ozdrowieniem chłopca chorego na raka, którego rodzice nie wierzyli w terapie medyczne, gdyż są one wbrew woli Boga. Wkrótce odkrywa, że jego wyzdrowienie nie jest cudowne i można je wyjaśnić naukowo. Chętna, ale ostrożna, aby odkryć skrywane przez niego sekrety, Scully zgadza się na podróż z Palaczem, aby pokonać wszystkie choroby ludzkości. |    |                                             |                                                       |                  |                                             |                   |                          |
| 155 | 16 | Chimera                                     | Chimera                                               | Cliff Bole       | David Amann                                 | 2 kwietnia 2000   | 1 marca 2001             |
| W tym odcinku agenci rozdzielają się, prowadząc osobne śledztwa. Scully spędza czas na nudnych obserwacjach w nieogrzewanym budynku, marząc o solidnej kąpieli i ciepłym łóżku, Mulder zaś bada sprawę brutalnych morderstw, które poprzedza pojawienie się kruka. Kluczem do rozwiązania zagadki mogą być prywatne tajemnice miejscowego szeryfa. |    |                                             |                                                       |                  |                                             |                   |                          |
| 156 | 17 | All Things                                  | Wszystkie rzeczy (DVD)Wszystkie sprawy (Fox Polska)   | Gillian Anderson | Gillian Anderson                            | 9 kwietnia 2000   | 22 marca 2001            |
| Refleksyjny odcinek, którego główną bohaterką jest Scully. Przypadkowe spotkanie z mężczyzną, który był jej wykładowcą, z którym łączyło ją wielkie uczucie i od którego uciekając zrezygnowała z praktyki medycznej na rzecz FBI, staje się dla agentki przyczynkiem do rozważań nad zasadnością jej życiowych wyborów i słusznością ścieżki, którą ostatecznie wybrała. Odcinek w reżyserii Gillian Anderson. |    |                                             |                                                       |                  |                                             |                   |                          |
| 157 | 18 | Brand X                                     | Marka X                                               | Kim Manners      | Steven Maeda, Greg Walker                   | 16 kwietnia 2000  | 5 kwietnia 2001          |
| Były pracownik koncernu tytoniowego Morley umiera dramatyczną śmiercią tuż przed złożeniem obciążających firmę zeznań. Początkowe podejrzenia, iż został zamordowany, okazują się być bezpodstawne, gdy pojawiają się kolejne ofiary. Przyczyną może być genetycznie zmutowany owad, żerujący na tytoniu – świdrzyk tytoniowec, którego larwy przedostają się do układu oddechowego wraz z dymem papierosowym. Wśród śmiertelnie zagrożonych niespodziewanie znajduje się także Mulder. Przełamanie zmowy milczenia w koncernie Morleya to jedyny sposób, by go ocalić. |    |                                             |                                                       |                  |                                             |                   |                          |
| 158 | 19 | Hollywood A.D.                              | Hollywood A.D. (DVD)Hollywood naszej ery (Fox Polska) | David Duchovny   | David Duchovny                              | 30 kwietnia 2000  | 29 marca 2001            |
| Oddelegowani do zbadania sprawy dewastacji i podłożenia ładunku wybuchowego w podziemiach kościoła, znajdującego się we władaniu jednego z najbardziej wpływowych kardynałów, Mulder i Scully znoszą przy sobie irytującą obecność scenarzysty z Hollywood. Scenarzysta, kolega Skinnera z jednego roku, planuje nakręcić film o FBI. Bohaterami stają się agenci Archiwum X, jednak mają problem z rozpoznaniem siebie w postaciach z ekranu. Filmową Scully zagrała Téa Leoni – prywatnie żona Davida Duchovnego, który wyreżyserował ten odcinek. |    |                                             |                                                       |                  |                                             |                   |                          |
| 159 | 20 | Fight Club                                  | Klub walki                                            | Paul Shapiro     | Chris Carter                                | 7 maja 2000       | 12 kwietnia 2001         |
| Dwie identycznie wyglądające kobiety zdają się być połączone dziwnym polem siłowym. Jeśli znajdą się w swoim sąsiedztwie, wokół wybucha prawdziwe pandemonium: bójki, wybuchy i wypadki. Prawdziwy problem pojawi się jednak, kiedy obie pokochają tego samego mężczyznę. |    |                                             |                                                       |                  |                                             |                   |                          |
| 160 | 21 | Je Souhaite                                 | Życzę sobie                                           | Vince Gilligan   | Vince Gilligan                              | 14 maja 2000      | 26 kwietnia 2001         |
| W opuszczonym magazynie spoczywa wiekowy dywan, a w nim zawinięty jest najprawdziwszy dżin. Dżin ten – a właściwie ta, bo to kobieta – ma zdolność spełniania wszelkiego rodzaju życzeń osoby, która ją odwinie z dywanu. Lata obcowania z ludzką chciwością i egoizmem pozbawiły jednak dżina wszelkich złudzeń co do natury człowieka. |    |                                             |                                                       |                  |                                             |                   |                          |
| 161 | 22 | Requiem                                     | Requiem                                               | Kim Manners      | Chris Carter                                | 21 maja 2000      | 10 maja 2001             |
| W Oregonie, gdzie miało miejsce pierwsze śledztwo Archiwum X, dochodzi do tajemniczego zniknięcia posterunkowego. Mulder i Scully podejrzewają, że rozbił się tam statek kosmiczny. Tymczasem umierający Palacz, na nowo współpracuje z Maritą Covarrubias i Alexem Krycekiem. Agenci FBI dowiadują się, że za zniknięcia, odpowiadają Łowcy. Mulder znika, dobrowolnie wchodząc na pokład statku kosmicznego, czego świadkiem jest Skinner. Scully odkrywa, że – wbrew wszelkim prawom logiki – jest w ciąży. Krycek zabija Palacza, spychając jego wózek inwalidzki ze schodów. |    |                                             |                                                       |                  |                                             |                   |                          |

## Seria 8 (2000–2001)
| № | Nr | Tytuł                          | Tytuł polski                                                    | Reżyseria       | Scenariusz                   | Premiera (FOX)    | Premiera w Polsce (TVP2) |
| --- | -- | ------------------------------ | --------------------------------------------------------------- | --------------- | ---------------------------- | ----------------- | ------------------------ |
| 162 | 1  | Within (Part 1)                | Wewnątrz (część 1) (DVD)Z (część 1) (Fox Polska)                | Kim Manners     | Chris Carter                 | 5 listopada 2000  | 6 marca 2004             |
| FBI wszczyna poszukiwania Muldera. Szefem grupy dochodzeniowej zostaje agent specjalny John Doggett. Scully pozostaje wobec niego bardzo nieufna, więc decyduje się na szukanie zaginionego partnera wraz z Walterem Skinnerem. Tymczasem w FBI znikają tajne dokumenty dotyczące Gibsona Praisa. Agenci postanawiają jak najszybciej odnaleźć chłopca. |    |                                |                                                                 |                 |                              |                   |                          |
| 163 | 2  | Without (Part 2)               | Z zewnątrz (część 2) (DVD)Bez (część 2) (Fox Polska)            | Kim Manners     | Chris Carter                 | 12 listopada 2000 | 13 marca 2004            |
| Kontynuacja poprzedniego odcinka. Scully i Skinner odnajdują Gibsona Praisa. Chłopiec nie wie komu ufać, ponieważ boi się porwania przez Łowców. Agenci ukrywają chłopca na pustyni, tuż pod statkiem kosmicznym, na którym przebywa Mulder. Tymczasem Łowcy są coraz bliżej złapania Gibsona, gdyż mogą upodobnić się do dowolnej osoby. Gdy chłopiec jest już bezpieczny w szpitalu, Scully zabija Łowcę. Doggett zostaje oficjalnie przydzielony do Archiwum X. |    |                                |                                                                 |                 |                              |                   |                          |
| 164 | 3  | Patience                       | Cierpliwość                                                     | Chris Carter    | Chris Carter                 | 19 listopada 2000 | 20 marca 2004            |
| Scully i Doggett prowadzą śledztwo w sprawie ataków dokonywanych przez stworzenie podobne do wielkiego nietoperza, które najprawdopodobniej przez kilkadziesiąt lat spoczywało w uśpieniu. Scully czuje, iż jej lojalność wobec Muldera wymaga także odrzucenia naukowych ograniczeń i otwarcia umysłu na to, co wydaje się niemożliwe. Rolę sceptyka przyjmuje natomiast Doggett, chociaż perspektywa zmienia mu się nieco w momencie, gdy sam zostaje zaatakowany. |    |                                |                                                                 |                 |                              |                   |                          |
| 165 | 4  | Roadrunners                    | Komiwojażer (DVD)Pędziwiatry (Fox Polska)                       | Rod Hardy       | Vince Gilligan               | 26 listopada 2000 | 27 marca 2004            |
| Scully zostaje pojmana przez małomiasteczkową sektę, która otacza kultem stworzenie podobne do ślimaka. Paraślimak potrzebuje żywiciela, a aktualnie zarażony nim mężczyzna jest najwyraźniej na skraju zapaści. Scully ma zająć jego miejsce. Szczęśliwie Doggettowi udaje się zlokalizować partnerkę w samą porę. To doświadczenie jest dla Scully ważną lekcją – uświadamia sobie, że musi się nauczyć ufać Doggettowi. |    |                                |                                                                 |                 |                              |                   |                          |
| 166 | 5  | Invocation                     | Inwokacja (DVD)Wezwanie (Fox Polska)                            | Richard Compton | David Amann                  | 3 grudnia 2000    | 3 kwietnia 2004          |
| Chłopiec, który zniknął w tajemniczych okolicznościach dziesięć lat wcześniej, pojawia się znikąd żywy i zdrowy, chociaż ani o jeden dzień starszy. Doggett ma nadzieję zlokalizować porywacza, jednak kolejne wydarzenia każą mu wątpić w tożsamość chłopca. Ponadto okoliczności sprawy boleśnie przypominają mu jego własną rodzinną tragedię. |    |                                |                                                                 |                 |                              |                   |                          |
| 167 | 6  | Redrum                         | Morderstwo                                                      | Peter Markle    | Steve Maeda, Daniel Arkin    | 10 grudnia 2000   | 15 kwietnia 2004         |
| Przyjaciel Doggetta, prokurator Martin Wells, jest oskarżony o zabicie swojej małżonki. Przedstawia jednak niesamowitą historię: twierdzi, iż czas biegnie dla niego w przeciwnym kierunku i dostał tę szansę, by naprawić popełnione błędy. Nie jest mu jednak łatwo przekonać Scully i Doggetta do swojej wersji. Ma z nimi kłopot za każdym razem. |    |                                |                                                                 |                 |                              |                   |                          |
| 168 | 7  | Via Negativa                   | Via Negativa (DVD)Droga ciemności (Fox Polska)                  | Tony Wharmby    | Frank Spotnitz               | 17 grudnia 2000   | 22 kwietnia 2004         |
| Scully ma kłopoty ze zdrowiem i trafia do szpitala na obserwację. Pozostawiony sam sobie Doggett angażuje się w śledztwo w sprawie śmierci dwudziestu członków sekty i dwóch agentów FBI. Wygląda na to, iż guru sekty opanował umiejętność oddziaływania na ludzkie umysły skoncentrowaną energią tak zwanego trzeciego oka. |    |                                |                                                                 |                 |                              |                   |                          |
| 169 | 8  | Surekill                       | Pewna śmierć                                                    | Terrance O’Hara | Greg Walker                  | 7 stycznia 2001   | 29 kwietnia 2004         |
| Ginie człowiek – zabójca trafił idealnie, chociaż nie mógł widzieć swojej ofiary. Z uwagi na techniczne okoliczności sprawy Scully dochodzi do wniosku, iż sprawca zabójstwa potrafi przenikać wzrokiem ściany. Podejrzenia Doggetta koncentrują się na dwóch braciach prowadzących wspólnie firmę deratyzacyjną. |    |                                |                                                                 |                 |                              |                   |                          |
| 170 | 9  | Salvage                        | Złom (DVD)Ocalenie (Fox Polska)                                 | Rod Hardy       | Jeffrey Bell                 | 14 stycznia 2001  | 6 kwietnia 2004          |
| Weteran wojny w Zatoce, Ray Pearce umiera. Jego żona twierdzi, że śmierć nastąpiła z powodu zespołu stresu pourazowego. Kiedy jednak ginie również przyjaciel Pearce’a, Scully i Doggett zaczynają wątpić, czy Ray faktycznie nie żyje. Śledztwo doprowadza ich do firmy Chambers Technologies, gdzie są prowadzone badania nad inteligentnym metalem. Okazuje się, że mężczyźni poddali się eksperymentowi, który miał uczynić z nich niezniszczalnych ludzi. |    |                                |                                                                 |                 |                              |                   |                          |
| 171 | 10 | Badlaa                         | Zemsta                                                          | Tony Wharmby    | John Shiban                  | 21 stycznia 2001  | 13 maja 2004             |
| W pokoju hotelowym umiera mężczyzna, który dopiero co wrócił z podróży do Indii. Sekcja zwłok dowodzi istnienia rozległych obrażeń w ciele ofiary, a na dodatek stopień stężenia pośmiertnego sugeruje czas śmierci wcześniejszy, niż by to wynikało z relacji świadków. Scully wysnuwa teorię, że ktoś (lub coś) ukrył się we wnętrzu mężczyzny i potem wydostał na wolność. Kluczem do zagadki wydaje się być 11-letni chłopiec z ubogiej hinduskiej kasty, jeżdżący na wózku inwalidzkim. |    |                                |                                                                 |                 |                              |                   |                          |
| 172 | 11 | The Gift                       | Dar                                                             | Kim Manners     | Frank Spotnitz               | 4 lutego 2001     | 20 maja 2004             |
| Doggett bada okoliczności wyprawy, którą Mulder podjął niedługo przed swoim zniknięciem. Wygląda na to, iż szukał dla siebie pomocy u legendarnego stworzenia, które ma moc leczenia wszelkich chorób. Jednak kontakt z tą istotą uświadomił Mulderowi, iż każde wyleczone schorzenie uzdrowiciel przejmuje na siebie i przez to jego życie jest jednym wielkim cierpieniem. Postanowił zabić tę istotę, by jej ulżyć. Doggett podejmuje działania bardziej zgodne z formalną procedurą, lecz przypłaca to jednak życiem. Niespodziewanie właśnie uzdrowiciel przychodzi mu z pomocą.                                                                    |    |                                |                                                                 |                 |                              |                   |                          |
| 173 | 12 | Medusa                         | Meduza                                                          | Richard Compton | Frank Spotnitz               | 11 lutego 2001    | 27 maja 2004             |
| Policjant patrolujący peron metra zostaje zaatakowany i ginie gwałtowną śmiercią. Na jego ciele widać ślady żrącej substancji. Naczelnik policji jest bardzo niechętny zarządzonemu przez FBI wstrzymaniu kursowania pociągów. Doggett bada podziemia metra i odnajduje kolejne zwłoki, a Scully na zmianę walczy z upartym naczelnikiem i szuka możliwego wyjaśnienia tajemniczych zgonów. |    |                                |                                                                 |                 |                              |                   |                          |
| 174 | 13 | Per Manum                      | Per Manum (DVD)Poprzez (Fox Polska)                             | Kim Manners     | Chris Carter, Frank Spotnitz | 18 lutego 2001    | 3 czerwca 2004           |
| Z Dogettem i Scully kontaktuje się mężczyzna, który twierdzi, iż jego żona została zamordowana wkrótce po tym, gdy urodziła dziecko. Tyle, że nie on był jego ojcem, lecz kosmita. Okazuje się, że nie był to jedyny tego rodzaju przypadek. Sama Scully zaczyna się zastanawiać, czy zajście przez nią samą w ciążę nie miało podobnego początku. |    |                                |                                                                 |                 |                              |                   |                          |
| 175 | 14 | This Is Not Happening (Part 1) | To się nie dzieje (część 1)                                     | Kim Manners     | Chris Carter, Frank Spotnitz | 25 lutego 2001    | 17 czerwca 2004          |
| W Montanie znaleziono Teresę Hoese, uprowadzoną przez Obcych krótko przed Mulderem. Scully, Doggett i Skinner odwiedzają ją w szpitalu. Kobieta jest ciężko ranna w wyniku obrażeń odniesionych podczas badań na statku kosmitów. Teresę odnajduje też dawny znajomy agentów, Jeremiah Smith. W Montanie pojawiło się ostatnio mnóstwo doniesień o przybyszach z kosmosu. Scully i Skinner docierają na miejsce, gdzie znaleziono Teresę. Czeka na nich również Monica Reyes, agentka FBI z Nowego Orleanu, która specjalizuje się w sprawach morderstw rytualnych. Doggett znajduje zwłoki Muldera.                                                     |    |                                |                                                                 |                 |                              |                   |                          |
| 176 | 15 | DeadAlive (Part 2)             | Martwy-żywy (część 2) (DVD)Żyjący umarli (część 2) (Fox Polska) | Tony Wharmby    | Chris Carter, Frank Spotnitz | 1 kwietnia 2001   | 24 czerwca 2004          |
| Kontynuacja poprzedniego odcinka. Na pogrzebie Muldera spotkali się Doggett, Skinner oraz Scully. Szczególnie dla Scully jest to bolesne przeżycie, ponieważ Kersh chce na zawsze zamknąć Archiwum X. Rybacy u wybrzeży Karoliny Północnej złowili w sieci ciało. W kostnicy topielec ożywa. Okazuje się, że jest to Billy Miles, porwany przez Obcych razem z Mulderem. Skinner i Doggett zabierają zwłoki Muldera do szpitala wojskowego. Okazuje się, że ciało agenta żyje, ale jego mózg znajduje się w stanie rozkładu. Krycek proponuje Skinnerowi szczepionkę dla Muldera, lecz w zamian chce, by Scully nie urodziła dziecka.                    |    |                                |                                                                 |                 |                              |                   |                          |
| 177 | 16 | Three Words                    | Trzy słowa                                                      | Rod Hardy       | Chris Carter, Frank Spotnitz | 8 kwietnia 2001   | 8 lipca 2004             |
| Mężczyzna ginie od postrzału na trawniku przed Białym Domem. Przed śmiercią udaje mu się przekazać jednemu z agentów ochrony płytę z napisem: „Fight The Future”. W tym czasie Mulder szybko powraca do zdrowia, ale wciąż pamięta koszmarne doświadczenia, które Obcy przeprowadzali na nim. Scully zabiera go do siebie. Obawia się mu wyznać, że ma już nowego partnera w FBI. Mulder nie będzie zachwycony, gdy odkryje, że ktoś zajął jego miejsce w Archiwum X i nie kryje, że jest wściekły na Doggetta. Tymczasem Absalom ucieka z więzienia. |    |                                |                                                                 |                 |                              |                   |                          |
| 178 | 17 | Empedocles                     | Empedokles                                                      | Barry Thomas    | Greg Walker                  | 22 kwietnia 2001  | 15 lipca 2004            |
| W Nowym Orleanie doszło do strzelaniny. Na miejscu zbrodni zjawia się agent specjalny Monica Reyes, gdyż prowadzący sprawę policjant uważa, że morderstwo ma coś wspólnego z okultyzmem. Reyes nie widzi w zabójstwie niczego diabolicznego do czasu, gdy spostrzega, że ciało jednej z ofiar zamienia się w proch. Scully z powodu problemów zdrowotnych trafia do szpitala. Reyes prosi Muldera o pomoc, gdyż sądzi, że sprawa może mieć związek z zabójstwem syna Doggetta. Sprawca strzelaniny jest coraz bardziej zdesperowany – wydaje mu się, że cała jego twarz płonie.                                                                          |    |                                |                                                                 |                 |                              |                   |                          |
| 179 | 18 | Vienen                         | Nadchodzą                                                       | Tony Wharmby    | Steven Maeda                 | 29 kwietnia 2001  | 22 lipca 2004            |
| Na platformie wiertniczej w Zatoce Meksykańskiej dzieją się dziwne rzeczy. Mulder zakrada się do Archiwum X, by przejrzeć akta podobnych spraw. Doggett oficjalnie rozpoczyna śledztwo w tej sprawie i odkrywa, że Mulder zjawił się przed nim na platformie, gdzie doszło do tajemniczego zgonu. Mężczyźni zaczynają ze sobą współpracować. Zdaniem Foxa na dnie morza znajduje się wirus obcych – czarna ropa. Jeśli zostanie wydobyty, zainfekuje miliony ludzi. Doggett nie wierzy w tę hipotezę, ale zachowanie świadka dramatycznych wydarzeń wydaje mu się podejrzane.                                                                            |    |                                |                                                                 |                 |                              |                   |                          |
| 180 | 19 | Alone                          | Samotnie (DVD)Sam (Fox Polska)                                  | Frank Spotnitz  | Frank Spotnitz               | 6 maja 2001       | 29 lipca 2004            |
| Scully odchodzi na urlop macierzyński, a w jej zastępstwie Doggettowi zostaje przydzielona tymczasowa partnerka, Leyla Harrison. Wraz z Doggettem badają sprawę zgonów, w których znaczącą rolę zdaje się odgrywać jad jaszczurki. Wkrótce potem oboje znikają. Mulder włącza się w sprawę i odnajduje parę pechowych agentów uwięzionych w jaskini i oślepionych przez jad. W pobliżu zaś krąży zmutowany człowiek-jaszczur, który jest najwyraźniej głodny. |    |                                |                                                                 |                 |                              |                   |                          |
| 181 | 20 | Essence (Part 1)               | Sedno (część 1) (DVD)Istota rzeczy (część 1) (Fox Polska)       | Kim Manners     | Chris Carter                 | 13 maja 2001      | 5 sierpnia 2004          |
| Zbliża się termin porodu Scully i w związku z tym wprowadza się do niej pielęgniarka Lizzy, która wkrótce potem zostaje przyłapana, gdy podrzuca agentce nieznane leki. Przesłuchiwana przez Muldera i Doggetta kobieta przyznaje, że pracuje w laboratorium Haskela, które od lat zajmuje się klonowaniem ludzi. Działalność tej instytucji była opłacana przez organizację, która starała się zapobiec inwazji przybyszów z kosmosu, ale prawie wszyscy jej członkowie zostali zamordowani przez obcych. |    |                                |                                                                 |                 |                              |                   |                          |
| 182 | 21 | Existence (Part 2)             | Istnienie (część 2)                                             | Chris Carter    | Chris Carter                 | 20 maja 2001      | 12 sierpnia 2004         |
| Kontynuacja poprzedniego odcinka. Wraz z narodzinami dziecka agentki Scully wszystkie najważniejsze tajemnice Archiwum X zostaną odsłonięte. Szczątki Billy’ego Milesa, który ją ścigał, trafiają do kostnicy w Waszyngtonie, gdzie on niedługo potem w zawrotnym tempie odtwarza ludzką powłokę i rusza do siedziby FBI. Mulder, Doggett i Skinner dowiadują się, że jest on super-żołnierzem i jest praktycznie niezniszczalny. Agentka Reyes wywozi Scully w bezpieczne miejsce w Georgii. Po przywiezieniu kobieta zaczyna rodzić. Jej prześladowca i inni odnaleźli ją. Gdy Scully rodzi chłopca, super-żołnierze odchodzą, nie zabierając dziecka. |    |                                |                                                                 |                 |                              |                   |                          |

## Seria 9 (2001–2002)
| № | Nr    | Tytuł                                        | Tytuł polski                                             | Reżyseria         | Scenariusz                                   | Premiera (FOX)    | Premiera w Polsce (Tele5) |
| --- | ----- | -------------------------------------------- | -------------------------------------------------------- | ----------------- | -------------------------------------------- | ----------------- | ------------------------- |
| 183 | 1     | Nothing Important Happened Today (Part 1)    | Nic ważnego się dziś nie wydarzyło (część 1)             | Kim Manners       | Chris Carter, Frank Spotnitz                 | 11 listopada 2001 | 6 maja 2013               |
| John Doggett prowadzi wewnętrzne dochodzenie odnośnie do dyrektora Alvina Kersha. Okazuje się, że wszystkie dowody zostały zatuszowane. Doggett próbuje skontaktować się z Mulderem, lecz nie potrafi go znaleźć. Skinner prosi Doggetta, aby zaprzestał dochodzenia, bo doprowadzi to do czyjejś śmierci. Pewna kobieta systematycznie topi mężczyzn. Sprawę przejmuje Archiwum X. Scully obawia się, że z Williamem jest coś nie tak. |       |                                              |                                                          |                   |                                              |                   |                           |
| 184 | 2     | Nothing Important Happened Today II (Part 2) | Nic ważnego się dziś nie wydarzyło (część 2)             | Tony Wharmby      | Chris Carter, Frank Spotnitz                 | 18 listopada 2001 | 7 maja 2013               |
| Kontynuacja poprzedniego odcinka. Wewnątrz FBI rozpoczyna się śledztwo dotyczące nadużywania władzy przez agentów z Archiwum X. Shannon McMahon, która służyła niegdyś z Doggettem, wyjawia mu, że jest prototypem super-żołnierza. Prosi go, aby ujawnił śmierć mężczyzn, których zabiła oraz to, czym się zajmowali. Wszystko prowadzi do laboratorium znajdującego się na pokładzie statku marynarki wojennej. |       |                                              |                                                          |                   |                                              |                   |                           |
| 185 | 3     | Daemonicus                                   | Demoniczny (DVD)Demon (Fox Polska)                       | Frank Spotnitz    | Chris Carter, Frank Spotnitz                 | 2 grudnia 2001    | 8 maja 2013               |
| Seria rytualnych zabójstw wydaje się być związana z kultem satanistycznym, podejrzenia Doggetta kierują się jednak w stronę charyzmatycznego profesora, osadzonego w zakładzie dla psychicznie chorych. Wiele wskazuje na to, iż posiadł on zdolność manipulowania umysłami na odległość i materializacji ektoplazmy. Reyes sugeruje, iż może to być przypadek opętania przez czyste zło. |       |                                              |                                                          |                   |                                              |                   |                           |
| 186 | 4     | 4-D                                          | Czwarty wymiar                                           | Tony Wharmby      | Steven Maeda                                 | 9 grudnia 2001    | 9 maja 2013               |
| Monica Reyes nie żyje, Doggett postrzelony walczy ze śmiercią. Tak naprawdę jednak wszystko dzieje się w alternatywnej rzeczywistości. Podczas gdy Doggett ledwo żywy egzystuje pod aparaturą, Monica wpada na pomysł, iż mogło dojść do przecięcia się rzeczywistości faktycznej z alternatywną i przypuszczalny zabójca posiadł zdolność przemieszczania się między jednym wymiarem czasowym a drugim. |       |                                              |                                                          |                   |                                              |                   |                           |
| 187 | 5     | Lord of the Flies                            | Władca much                                              | Kim Manners       | Thomas Schnauz                               | 16 grudnia 2001   | 10 maja 2013              |
| Pewien chłopiec zdaje się kontrolować zachowanie much i poddawać je swojej woli. Z tego powodu ginie kilkoro nastolatków. Doggett i Reyes usiłują dojść, na ile jego działania są świadome. Okazuje się, że nie tylko on posiada takie zdolności. |       |                                              |                                                          |                   |                                              |                   |                           |
| 188 | 6     | Trust No 1                                   | Nie ufaj nikomu                                          | Tony Wharmby      | Chris Carter, Frank Spotnitz                 | 6 stycznia 2002   | 13 maja 2013              |
| Scully ma nadzieję na ponowne spotkanie z Mulderem, kiedy pojawia się nieznajomy – Człowiek-Cień, który oferuje nowe informacje dotyczące tego, co skłoniło Muldera do ukrywania się. Jednakże jej zaufanie do obcego może doprowadzić do tego, że Mulder znajdzie się w jeszcze większym niebezpieczeństwie. Slogan epizodu brzmi: „Oni obserwują”. |       |                                              |                                                          |                   |                                              |                   |                           |
| 189 | 7     | John Doe                                     | N/N (DVD)Tożsamość nieznana (Fox Polska)                 | Michelle Maclaren | Vince Gilligan                               | 13 stycznia 2002  | 14 maja 2013              |
| Agent Doggett budzi się w małym miasteczku w Meksyku, nie pamiętając kompletnie kim jest i skąd się tam wziął. W przebłyskach powraca do niego wizja małego chłopca – to jego zamordowany syn, Luke. John zmuszony jest pracować dla kartelu narkotykowego. Kluczem do zagadki okazuje się być szef kartelu, potrafiący kraść wspomnienia. |       |                                              |                                                          |                   |                                              |                   |                           |
| 190 | 8     | Hellbound                                    | Granice piekła (DVD)Skazani na piekło (Fox Polska)       | Kim Manners       | David Amman                                  | 27 stycznia 2002  | 15 maja 2013              |
| Reyes bada sprawę zabójstw, których ofiary są żywcem obdzierane ze skóry. Podobne przypadki miały miejsce w latach sześćdziesiątych, a także w poprzednim stuleciu. Obecne ofiary zdają się być reinkarnacją ówczesnych zabójców. Monica jest szczególnie zainteresowana tą sprawą, gdyż sądzi, że sama może być taką reinkarnacją. |       |                                              |                                                          |                   |                                              |                   |                           |
| 191 | 9     | Provenance (Part 1)                          | Pochodzenie (część 1)                                    | Kim Manners       | Chris Carter, Frank Spotnitz                 | 3 marca 2002      | 16 maja 2013              |
| W Dakocie Północnej motocyklista próbuje nielegalnie przekroczyć granicę między Kanadą i USA, lecz ulega wypadkowi. Okazuje się, że przewoził ze sobą kopie hieroglifów z poszycia statku kosmicznego pozaziemskiej cywilizacji, takie jak te, które zostały 2 lata wcześniej znalezione na statku odkrytym przez rybaka na wybrzeżu w Afryce. FBI prowadzi własne dochodzenie ukrywając je przed agentami z Archiwum X. Tymczasem Scully jest zmuszona do podjęcia drastycznych środków, kiedy odkrywa, że coś grozi Williamowi. |       |                                              |                                                          |                   |                                              |                   |                           |
| 192 | 10    | Providence (Part 2)                          | Opatrzność (część 2)                                     | Chris Carter      | Chris Carter, Frank Spotnitz                 | 10 marca 2002     | 17 maja 2013              |
| Kontynuacja poprzedniego odcinka. Ciężko ranny Doggett leży w szpitalu. Nieufna w stosunku do Skinnera i Follmera, Scully omija dochodzenie FBI w sprawie porwania Williama i przeprowadza własne, wspomagana przez Monicę Reyes i Samotnych Strzelców. Okazuje się, że dziecko porwał lider sekty uważającej, że tylko syn Dany, może uchronić ludzkość przed Obcymi. W sprawę angażuje się członek Nowego Syndykatu – Człowiek z wykałaczką. |       |                                              |                                                          |                   |                                              |                   |                           |
| 193 | 11    | Audrey Pauley                                | Audrey Pauley                                            | Steve Maeda       | Kim Manners                                  | 17 marca 2002     | 20 maja 2013              |
| Monica Reyes po wypadku samochodowym przebywa w stanie śpiączki. Podczas gdy Doggett zamartwia się u jej wezgłowia, ona przebudza się w opuszczonym budynku o wyglądzie szpitala. Z dwóch innych obecnych tam pacjentów jeden wkrótce umiera. Tylko posługaczka pracująca na oddziale intensywnej terapii ma dostęp do świata, w którym przebywają dusze ludzi na granicy życia i śmierci i tylko ona może przekazać Doggettowi wiadomość, iż ktoś bezprawnie eksperymentuje na chorych. |       |                                              |                                                          |                   |                                              |                   |                           |
| 194 | 12    | Underneath                                   | Pod spodem (DVD)Pod powierzchnią (FOX Polska)            | John Shiban       | John Shiban                                  | 31 marca 2002     | 21 maja 2013              |
| Na wolność wychodzi aresztowany przed trzynastoma laty seryjny morderca. Analiza DNA wykazała bowiem, iż jest niewinny. Doggett, który osobiście schwytał maniaka, ma jednak wątpliwości co do wyniku tych badań. Wygląda na to, iż zabójca potrafi w zależności od potrzeb przyjąć postać dwóch różnych mężczyzn, zapewniając sobie tym samym żelazne alibi. |       |                                              |                                                          |                   |                                              |                   |                           |
| 195 | 13    | Improbable                                   | Nieprawdopodobny                                         | Chris Carter      | Chris Carter                                 | 7 kwietnia 2002   | 22 maja 2013              |
| Śledztwo wspólnie prowadzone przez Reyes i Scully. Monica sugeruje, iż kluczem do rozwiązania sprawy seryjnych śmierci jest numerologia. Dana odkrywa, iż na ciele każdej ofiary widnieje znak 666. Sytuacja robi się krytyczna, gdy obie agentki zostają uwięzione na ogromnym podziemnym parkingu, gdzie ukrył się również psychopatyczny morderca. Gościnny występ Burta Reynoldsa i rozrywkowa muzyka zabarwiają odcinek nutką humoru. |       |                                              |                                                          |                   |                                              |                   |                           |
| 196 | 14    | Scary Monsters                               | Straszne potwory (DVD)Przerażające potwory (Fox Polska)  | Tom Schnauz       | Tom Schnauz                                  | 14 kwietnia 2002  | 23 maja 2013              |
| Pewien mały chłopiec, trzymany w izolacji i zamknięciu przez swojego ojca, opowiada z przekonaniem, że jego matka padła ofiarą ataku przerażających potworów. Wszyscy uznają to za przejaw wybujałej wyobraźni dziecka. I faktycznie jest wybujała, ale w trochę inny sposób niż mogłoby się wydawać. Twory wyobraźni chłopca stają się prawdziwe, kiedy tylko je narysuje. |       |                                              |                                                          |                   |                                              |                   |                           |
| 197 | 15    | Jump the Shark                               | Skok przez rekina (DVD)Przeskoczenie rekina (Fox Polska) | Cliff Bole        | Vince Gilligan, John Shiban, Frank Spotnitz  | 21 kwietnia 2002  | 24 maja 2013              |
| Tytuł odcinka nawiązuje do serialu Happy Days, w którym jeden z bohaterów wykonuje przysłowiowy skok przez rekina. Morris Fletcher zwraca się do agentów Reyes i Doggetta prosząc o ochronę. Przez przypadek wspomina o Super Żołnierzach. Pada nazwisko tajemniczej Yves Adele Harlow. Do akcji wkraczają Samotni Strzelcy – mają za zadanie ją wytropić. Okazuje się, że jest ona wplątana w wątek bioterrorystyczny. Odcinek kończy wątek, który został rozpoczęty w ostatnim odcinku innego serialu ze stajni Chrisa Cartera – „Samotni Strzelcy”, który to zakończył się cliffhangerem. |       |                                              |                                                          |                   |                                              |                   |                           |
| 198 | 16    | William                                      | William                                                  | David Duchovny    | David Duchovny, Frank Spotnitz, Chris Carter | 28 kwietnia 2002  | 27 maja 2013              |
| Doggett zostaje napadnięty w biurze Archiwum X przez dziwnie zniekształconego mężczyznę. Twierdzi, że zna Muldera i przyszedł szukać dowodów na to, co mu zrobiono. Scully zabiera go do Quantico, aby dokładnie przebadać. Badania jego DNA ujawniają, że jest to były agent FBI – Jeffrey Spender, syn Palacza. Chce się on zemścić na swoim ojcu. Ponadto chodzi mu również o Williama. |       |                                              |                                                          |                   |                                              |                   |                           |
| 199 | 17    | Release                                      | Wyzwolenie (DVD)Uwolnienie (Fox Polska)                  | Kim Manners       | John Shiban, David Amann                     | 5 maja 2002       | 28 maja 2013              |
| Odcinek w którym Doggett wreszcie dowiaduje się prawdy o okolicznościach śmierci syna i zaznaje ostatecznego spokoju. Pracuje on nad sprawą morderstwa, która z początku nie wydaje się być niezwykła. Jednak pewien kadet FBI twierdzi, że zbrodnia ma ścisły związek ze śmiercią Luke’a Doggetta. John rozpaczliwie usiłuje dotrzeć do prawdy i wymierzyć sprawiedliwość sprawcy. |       |                                              |                                                          |                   |                                              |                   |                           |
| 200 | 18    | Sunshine Days                                | Słoneczne dni                                            | Vince Gilligan    | Vince Gilligan                               | 12 maja 2002      | 29 maja 2013              |
| Doggett i Reyes badają sprawę dziwnych zgonów. Ofiary dosłownie wyleciały z domu, w którym widzieli rodzinę Bradych, z serialu „Grunt to rodzinka”. Okazuje się, że mieszkaniec domu posiada zdolności telekinetyczne i zgadza się by go przebadać w Waszyngtonie. Jednak za każdym razem gdy ich użyje, jego stan zdrowia ulega pogorszeniu. W obawie o jego życie agenci Archiwum X odstępuje od przeprowadzania dalszych testów. |       |                                              |                                                          |                   |                                              |                   |                           |
| 201 202 | 19 20 | The Truth (Part 1-2)                         | Prawda (część 1-2)                                       | Kim Manners       | Chris Carter                                 | 19 maja 2002      | 30 maja 2013 31 maja 2013 |
| Mulder, który znika na początku dziewiątego sezonu, by swoją osobą nie zagrażać Scully i dziecku, zdobywa informacje o dacie planowanej kolonizacji – 22 grudnia 2012. W Bluemont w Virginii, chyłkiem przemyka się do rządowego budynku i rozpoczyna inspekcję. W pewnej chwili atakuje go jednak Knowle Rohrer – super-żołnierz i członek Nowego Syndykatu, praktycznie niezniszczalny. W walce z Rohrerem pomaga Mulderowi duch Kryceka. Zrzucony na kable elektryczne Rohrer wydaje się być martwy, więc Mulder zostaje natychmiast aresztowany pod zarzutem morderstwa. Mulder prosi Skinnera, by go bronił. Proces, który potem następuje, zamienia się w farsę, pomimo zeznań Marity Covarrubias, Jeffreya Spendera i Gibsona Praise'a. Mulder zostaje skazany na śmierć, lecz z pomocą przyjaciół ucieka z celi śmierci. Wraz ze Scully, odwiedza również Palacza. Zostają wtedy zaatakowani przez Rohrera i innych. Palacz ginie, a para agentów ucieka w nieznanym kierunku. |       |                                              |                                                          |                   |                                              |                   |                           |

## Z Archiwum X: Chcę wierzyć (2008)
| Nr | Tytuł                          | Tytuł polski               | Reżyseria    | Scenariusz                   | Premiera      | Premiera w Polsce |
| -- | ------------------------------ | -------------------------- | ------------ | ---------------------------- | ------------- | ----------------- |
| F2 | The X-Files: I Want to Believe | Z Archiwum X: Chcę wierzyć | Chris Carter | Chris Carter, Frank Spotnitz | 24 lipca 2008 | 25 lipca 2008     |

## Seria 10 (2016)
| № | Nr | Tytuł                                   | Tytuł polski           | Reżyseria    | Scenariusz                                | Premiera (FOX)   | Premiera w Polsce (Fox Polska) |
| --- | -- | --------------------------------------- | ---------------------- | ------------ | ----------------------------------------- | ---------------- | ------------------------------ |
| 203 | 1  | My Struggle                             | Moje zmagania          | Chris Carter | Chris Carter                              | 24 stycznia 2016 | 25 stycznia 2016               |
| Ze Scully kontaktuje się Skinner. Dziennikarz śledczy; Tad O’Malley, wpadł na trop globalnego spisku i pragnie rozmawiać z Mulderem. Byli agenci spotykają się z młodą kobietą utrzymującą, że wielokrotnie była uprowadzana przez kosmitów.                                                                  |    |                                         |                        |              |                                           |                  |                                |
| 204 | 2  | Founder's Mutation                      | Mutacja                | James Wong   | James Wong                                | 25 stycznia 2016 | 26 stycznia 2016               |
| Scully i Mulder zajmują się zagadką samobójczej śmierci pewnego naukowca i natrafiają na sprawę eksperymentów genetycznych przeprowadzanych na dzieciach. |    |                                         |                        |              |                                           |                  |                                |
| 205 | 3  | Mulder and Scully Meet the Were-Monster | Potwór                 | Darin Morgan | Darin Morgan                              | 1 lutego 2016    | 2 lutego 2016                  |
| W lesie zostają znalezione zwłoki. Agenci poszukują sprawcy, nie mając przy tym pewności, czy jest nim człowiek, czy zagadkowa istota, o której opowiadają mało wiarygodni świadkowie. |    |                                         |                        |              |                                           |                  |                                |
| 206 | 4  | Home Again                              | Z powrotem w domu      | Glen Morgan  | Glen Morgan                               | 8 lutego 2016    | 9 lutego 2016                  |
| Mulder i Scully poszukują zabójcy urzędnika miejskiego, zajmującego się przesiedlaniem bezdomnych. Tymczasem giną kolejne osoby zajmujące się tym tematem. |    |                                         |                        |              |                                           |                  |                                |
| 207 | 5  | Babylon                                 | Babilon                | Chris Carter | Chris Carter                              | 15 lutego 2016   | 16 lutego 2016                 |
| Ze Scully i Mulderem kontaktuje się para młodych agentów. Proszą o pomoc w rozbiciu siatki islamskich radykałów, przygotowujących zamachy samobójcze. Jeden z nich, w stanie krytycznym, znajduje się w szpitalu. Agenci, każdy na swój sposób, próbują się z nim skomunikować i nakłonić do złożenia zeznań. |    |                                         |                        |              |                                           |                  |                                |
| 208 | 6  | My Struggle II (Part 2)                 | Moje zmagania, część 2 | Chris Carter | Chris Carter, Margaret Fearon, Anne Simon | 22 lutego 2016   | 23 lutego 2016                 |
| W mieście coraz więcej osób zapada na groźną chorobę. Scully odkrywa, że może ona być konsekwencją prowadzonych od lat eksperymentów rządowych. |    |                                         |                        |              |                                           |                  |                                |

## Seria 11 (2018)
| №   | Nr | Tytuł                          | Tytuł polski                | Reżyseria    | Scenariusz                     | Premiera (FOX)   | Premiera w Polsce (Fox Polska) |
| --- | -- | ------------------------------ | --------------------------- | ------------ | ------------------------------ | ---------------- | ------------------------------ |
| 209 | 1  | My Struggle III (Part 3)       | Moje zmagania III (Część 3) | Chris Carter | Chris Carter                   | 3 stycznia 2018  | 4 stycznia 2018                |
| 210 | 2  | This                           | To                          | Glen Morgan  | Glen Morgan                    | 10 stycznia 2018 | 11 stycznia 2018               |
| 211 | 3  | Plus One                       | Plus jeden                  | Kevin Hooks  | Chris Carter                   | 17 stycznia 2018 | 18 stycznia 2018               |
| 212 | 4  | The Lost Art of Forehead Sweat | Efekt Mandeli               | Darin Morgan | Darin Morgan                   | 24 stycznia 2018 | 25 stycznia 2018               |
| 213 | 5  | Ghouli                         | Ghule                       | James Wong   | James Wong                     | 31 stycznia 2018 | 1 lutego 2018                  |
| 214 | 6  | Kitten                         | Kociak                      | Carol Banker | Gabe Rotter                    | 7 lutego 2018    | 8 lutego 2018                  |
| 215 | 7  | Rm9sbG93ZXJz                   | Zabójcza gra                | Glen Morgan  | Shannon Hamblin, Kristen Cloke | 28 lutego 2018   | 1 marca 2018                   |
| 216 | 8  | Familiar                       | Atak w Connecticut          | Holly Dale   | Benjamin Van Allen             | 7 marca 2018     | 8 marca 2018                   |
| 217 | 9  | Nothing Lasts Forever          | Nic nie trwa wiecznie       | James Wong   | Karen Nielsen                  | 14 marca 2018    | 15 marca 2018                  |
| 218 | 10 | My Struggle IV                 | Moje zmagania IV (Część 4)  | Chris Carter | Chris Carter                   | 21 marca 2018    | 22 marca 2018                  |

## Odcinki specjalne
| N/o | Tytuł                                      | Reżyseria   | Scenariusz                                 | Premiera        | Premiera w Polsce                 |
| --- | ------------------------------------------ | ----------- | ------------------------------------------ | --------------- | --------------------------------- |
| S1 | Secrets of the X Files, Part 1 (część 1)   | –           | Chris Carter, Bart Montgomery, Ron Scalera | 19 maja 1995    | nieemitowany                      |
| Specjalny odcinek dokumentalny przypominający najważniejsze momenty dwóch pierwszych serii. Zawiera również opinie twórców i aktorów w nim występujących.                                                                                            |                                            |             |                                            |                 |                                   |
| S2 | Secrets of the X Files, Part 2 (część 2)   | Glen Kasper | Chris Carter                               | 10 maja 1996    | nieemitowany                      |
| Specjalny odcinek dokumentalny przedstawiający zarys głównych wątków z pierwszych trzech sezonów serialu, a także wywiady z obsadą i ekipą realizacyjną.                                                                                             |                                            |             |                                            |                 |                                   |
| S3 | Uwikłani w archiwum X (Inside the X Files) | Glen Kasper | Chris Carter, Frank Spotnitz, John Shiban  | 1 lutego 1998   | 3 września 2010 (SciFi Universal) |
| Specjalny odcinek dokumentalny przedstawiający kulisy powstania serialu, wywiady z twórcą oraz obsadą, nieemitowane wcześniej sceny, zabawne momenty, a także zwiastuny i ujęcia z filmu (ówcześnie nadchodzącego) Z Archiwum X: Pokonać przyszłość. |                                            |             |                                            |                 |                                   |
| S4 | The X-Files: Re-Opened                     | –           | –                                          | 28 grudnia 2015 | nieemitowany                      |
| Specjalny odcinek pokazujący zarys głównych wątków dziesiątego sezonu, przedstawia nowe postacie, wypowiedzi aktorów kreujących zarówno stare jak i nowe role, a także twórcy serialu.                                                               |                                            |             |                                            |                 |                                   |

## Odniesienia w kulturze masowej
- Nazwa zespołu rockowego Eve 6 pochodzi od imienia bohaterki odcinka jedenastego pierwszej serii „Eve”.
- W 1995 roku serial animowany Kot Ik! wyemitował odcinek „Eek Space 9”, którego bohaterami byli Dana Scully i Fox Mulder.
- W 1996 roku serial animowany ReBoot wyemitował odcinek „Trust No One”, którego bohaterami byli Fax Modem i Data Nully.
- W 1997 roku serial animowany Simpsonowie wyemitował odcinek „The Springfield Files”, którego bohaterami byli Dana Scully i Fox Mulder.
- Pierwszy człon nazwy grupy muzycznej Killswitch Engage został zaczerpnięty od tytułu odcinka jedenastego piątej serii serialu pt. „Kill Switch” (pol. „Egzekutor”).
- Zespół Catatonia w 1998 nagrał piosenkę, zatytułowaną „Mulder and Scully”[1].
- W 1999 roku polski zespół Formacja Nieżywych Schabuff wydał album zatytułowany Z archiwum X-lecia.
- Bree Sharp w 1999 nagrała piosenkę „David Duchovny”[2].
- Zespół Human Hamster Hybrids na wydanej w 2001 roku płycie „Dance Classics” zamieścił utwór pt. „Scully”.
- W serialu Nie z tego świata Sam i Dean, główni bohaterowie serialu, podając się za agentów FBI, czasem używają fałszywych legitymacji z nazwiskami Mulder i Scully.
- Na wydanej w 2000 płycie Kinematografia hip-hopowej grupy Paktofonika, w utworze „Nowiny” raper Magik nawiązuje do głównych bohaterów serialu[3].
- W 2002 roku w 5. odcinku serialu Szpital na perypetiach pojawiły się postacie pary agentów Biura Bezpieczeństwa Narodowego – agent Duchowny oraz agentka Mulderowa – badających sprawę przyjętego na oddział zranionego UFO[4].
- Zespół Silent Meow w 2008 roku wydał płytę „Silent Meow” na której znalazł się utwór zatytułowany „Gillian Anderson”.
- W 2018 raper Kobik na swoim mixtapie „Dropbox Mixtape vol. 2" nawiązał do pary głównych bohaterów w utworze „Ja i tak”[5].